# Cimetière parisien de Thiais
Le cimetière parisien de Thiais est un des cimetières parisiens extra-muros. Il est situé sur la commune de Thiais, dans le département du Val-de-Marne.

## Description
En tant que cimetière parisien extra-muros, il est administré par la ville de Paris. Il est le deuxième de ce genre en superficie et en activité, derrière le cimetière parisien de Pantin. Il occupe 103 des 643 hectares de la commune de Thiais, soit 16 %. Environ 115 000 sépultures, pour 150 000 concessions accordées, sont regroupées dans 130 divisions,.
Il est distinct du cimetière communal de Thiais, où sont inhumés les défunts de la commune de Thiais.

## Accès
C'est le cimetière parisien le plus excentré, situé à plus de 5 km de la capitale.
Son entrée principale, située 261 route de Fontainebleau à Thiais, fait face à la station Auguste Perret de la ligne 7 du tramway. Une entrée secondaire se trouve avenue du Général-de-Gaulle.
Le cimetière est bordé par l'A86 à l'est et au sud.

## Histoire

### Contexte
Le conseil municipal de Paris décide en 1922 d'établir une nouvelle nécropole en banlieue sud pour faire face au manque de place dans les cimetières parisiens déjà ouverts intramuros (Père-lachaise, Montparnasse, Montmartre, etc.) comme extramuros (Bagneux, Pantin, Ivry, etc.).
La construction est confiée à Charles Halley en 1924. Halley propose le programme des bâtiments du cimetière dès la fin de l'année 1925 ainsi qu'une planification des différentes phases du chantier  pour pouvoir ouvrir rapidement le cimetière aux inhumations même si tous les bâtiments ne sont pas achevés. Pour concevoir le programme, il s'appuie sur une « étude sur les nécropoles » qu'il a écrite en 1925. Pour le gros œuvre, Halley choisit l'entrepreneur Alexandre Lafond, avec qui il a déjà collaboré,. Malgré des tensions et des désaccords avec le conseil municipal de Thiais qui est allé jusqu'à démissionner en mai 1923 en signe de protestation.

### Entrée principale
Dans une mise en scène théâtrale, Charles Halley propose un portique encadré par deux portes monumentales de 10 mètres de haut et près de 5 mètres de large dans un aspect digne et solennel. Le béton armé utilisé est dissimulé sous un parement en pierre de Villebois, à l'exception de l'entablement à frises d'ondulation en béton brut. Deux vantaux coulissant dans la maçonnerie composent chacune des portes monumentales. Ces vantaux sont des grilles ouvragées en fonte, ornés de motifs géométriques simples qui renvoient aux motifs des grilles du pavillon de la conservation et des clôtures.

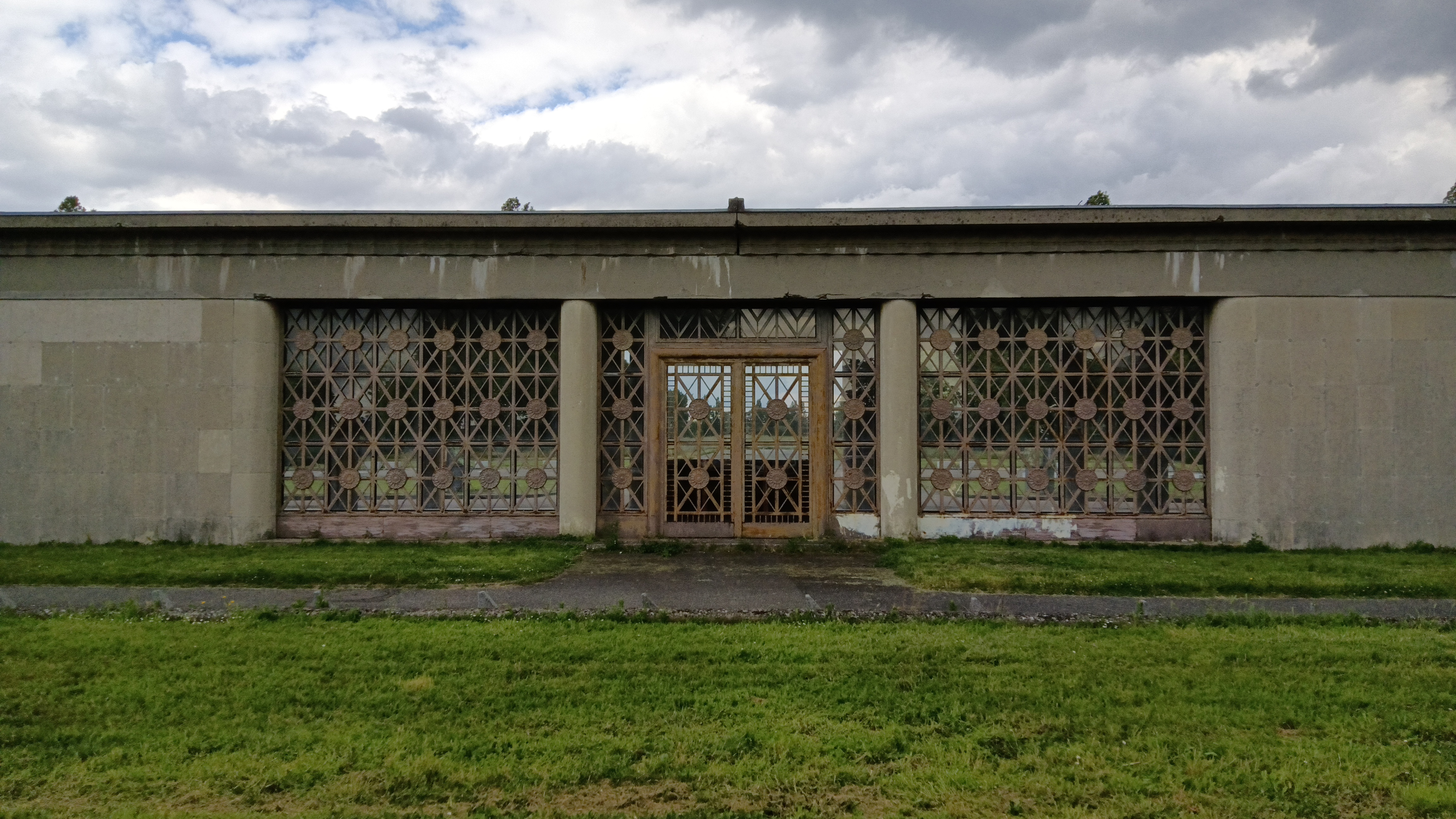
Vue de la porte piétonne centrale du portique depuis l'esplanade Auguste-Perret.

Entre les deux portes monumentales, un vaste portique à colonne se développe, ouvert par une porte piétonne en son milieu. Destiné à abriter le public en cas d'intempéries, le portique est largement ouvert sur l'intérieur de l'enceinte du cimetière. Les colonnes de béton brut, au fût lisse et sans ornements, soutiennent un plafond à caissons. Les parois du mur qui sépare le portique de l'extérieur du cimetière sont également revêtues d'un parement de pierre de Villebois, révélant un subtile jeu de texture qui permet l'animation de l'ensemble.

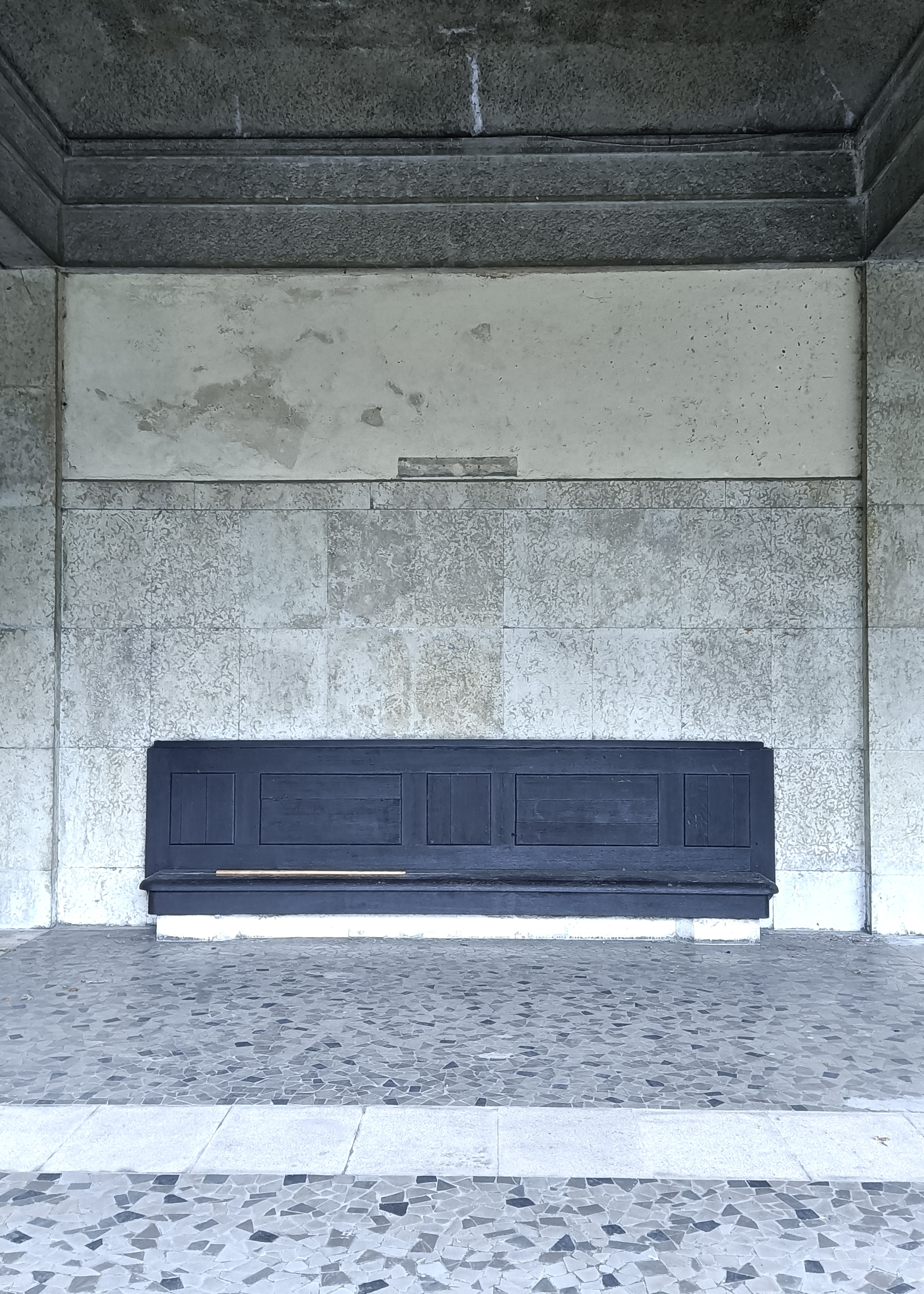
Un des bancs du portique.

Le portique est équipé de bancs en bois dessinés par Tony Selmersheim et son associé Louis Monteil. À chacune des deux extrémités du portique, une salle d'attente est disposée, équipée de bancs et de lambris. Ces deux salles sont aujourd'hui transformées en bureaux.
La séquence d'entrée du cimetière parisien de Thiais est comparable dans sa disposition à la nouvelle entrée du cimetière de Passy (René Berger, 1934), avec le portique à colonne encadré de deux massifs, l'utilisation du béton armé revêtu de pierre calcaire (comblanchien à Passy) et la relative sobriété d'ensemble.

### Bâtiment de la conservation

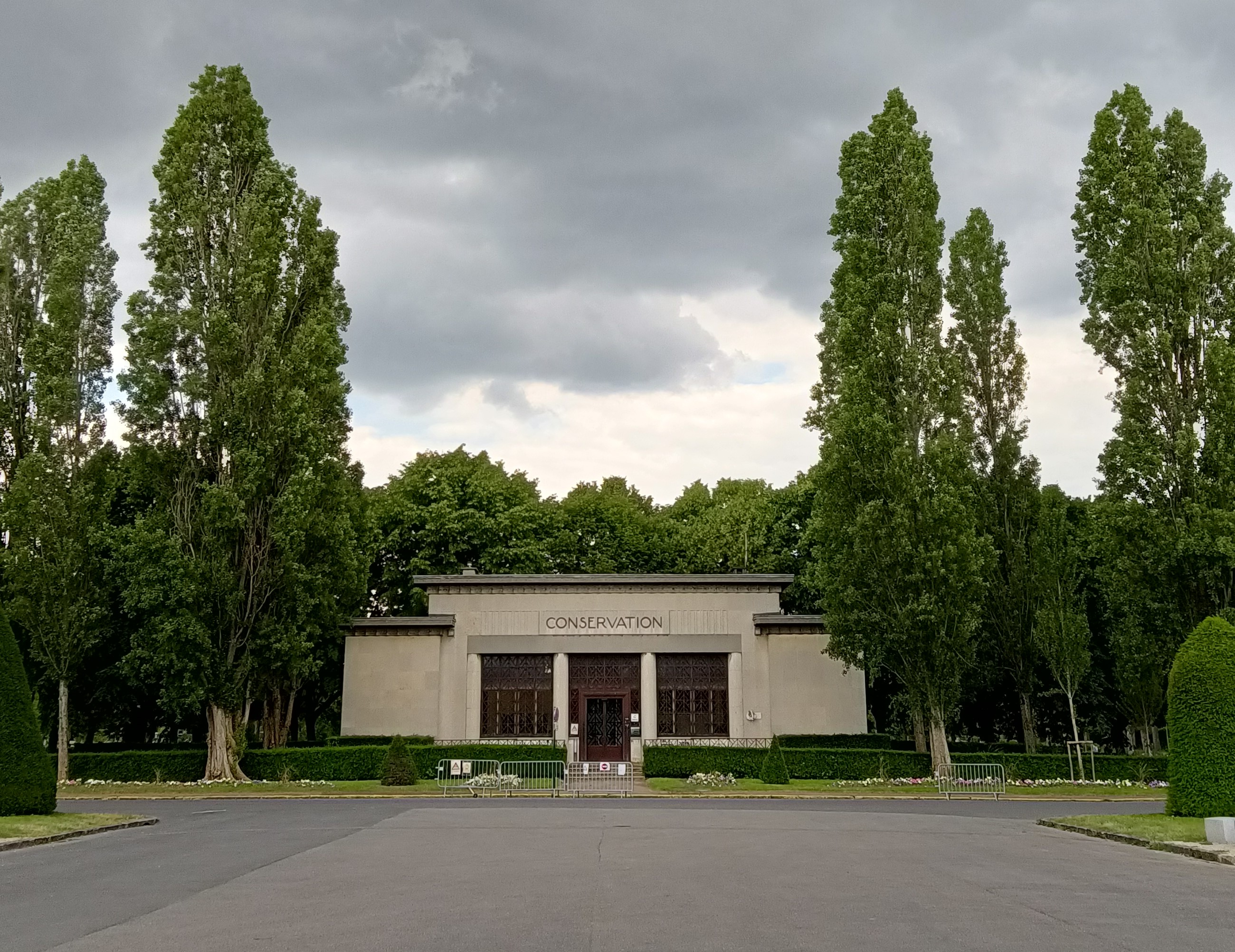
Vue de la Conservation.

Le bâtiment de la conservation se dresse dans la cour d’entrée du cimetière, côté sud, à droite de l’entrée principale. De la sorte, Halley modifie son plan initial qui prévoyait la disposition de ce pavillon dans l’axe principal et le déporte sur un des côtés pour préserver la perspective centrale. Reprenant la sobriété et la solennité qui se dégagent de la façade d’entrée du cimetière, la façade d’entrée du pavillon de la conservation d’un seul niveau d’élévation est constituée d’un corps central flanqué de deux ressauts plus bas. Des corniches saillantes soutenues par un entablement à frises d’ondulations semblables à celles des portes monumentales couronnent l’édifice. Les grilles qui protègent les baies en façade reprennent le même motif de chevrons mis en œuvre pour les panneaux des clôtures.
À l’intérieur de la conservation, la banque d’accueil prend place dans l’espace laissé entre les colonnes pour séparer le public du personnel administratif. Les portes en bois des différents bureaux sont d’origine, pour partie. Celles-ci reprennent dans un panneau central le profil ondulé des frises de l’entablement. Le sol du hall du public est recouvert de mosaïque, visible dans une photographie publiée dans un article de La Construction moderne daté du 5 novembre 1933, mais aujourd’hui dissimulée sous un revêtement moderne.
Le plafond du hall du public est agrémenté de caissons carrés, au profil comparable aux caissons du portique, dans lesquels venaient se loger des plafonniers et dont la forme se rapproche de la pyramide à gradins inversée du grand hall du palais de la Porte-Dorée d’Albert Laprade, construit à l’occasion de l’Exposition coloniale de 1931.

### Luminaires
Le décorateur Jean Perzel est l'auteur des luminaires commandés par Halley pour le portique, les salles d'attente et la conservation. Des six luminaires commandés, il ne reste que les plafonniers des salles d'attente et les traces des appliques du portique, de part et d'autre de la porte centrale. Par ailleurs, Jean Perzel a également livré des luminaires pour le cimetière de Passy, qui toutefois se remarquent par leur plus grande complexité.

### Cité de logements[e]
La construction de pavillons pour le logement des employés constitue l’essentiel de la deuxième étape du chantier du cimetière de Thiais. Il s’agit de la construction en béton armé de pavillons de quatre logements, chacun constitués de trois ou quatre pièces. Ils sont alors équipés de tout le conforme moderne : salle de bain et WC à l’intérieur de l’habitation, électricité et chauffage. La cité est conçue selon un modèle de cité-jardin disposée au nord du cimetière et elle bénéficie d’une certaine autonomie par rapport au fonctionnement du cimetière, avec une entrée particulière. Le début de la construction est entrepris par Alexandre Lafond en 1929 puis de 1937 à 1938 par Octave Dupuis. La cité de logements est aujourd’hui en grande partie laissée à l’état d’abandon, seuls quelques logements sont encore occupés.

### Entrée secondaire

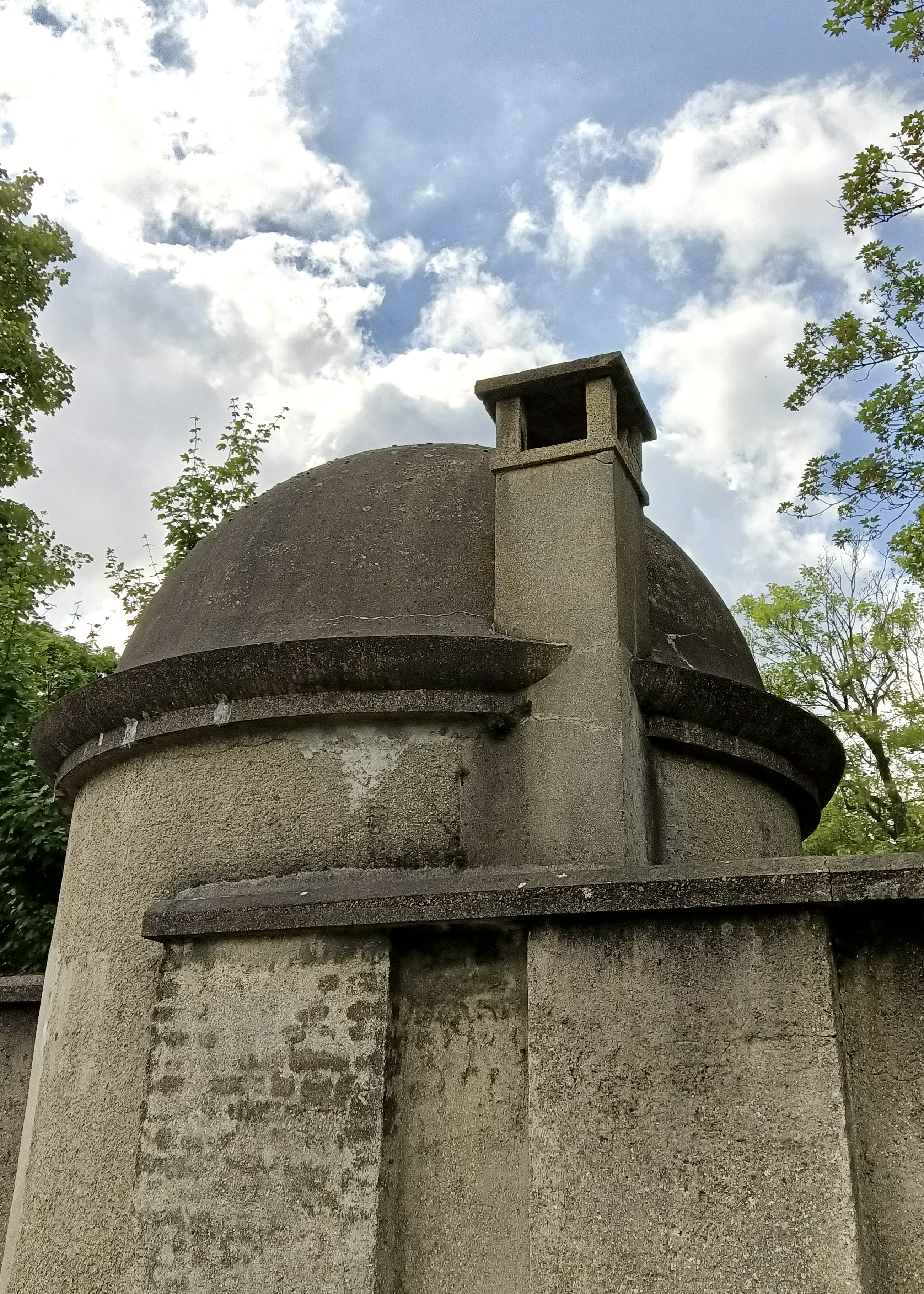
Vue du poste de gardien de l'entrée secondaire (avenue du Général-de-Gaulle).

Ouverte sur l'avenue du Général-de-Gaulle, aménagée et construite lors de la deuxième étape en même temps que le lancement du chantier de la cité de logements pour les employés, cette entrée secondaire se remarque par sa simplicité. En léger retrait de l’alignement, elle est annoncée par la mise en place de panneaux de clôture de premier type. Elle est équipée d'un accès piéton protégé par un auvent en béton armé et par un poste de gardien circulaire coiffé d'un dôme.

### Clôture[g]

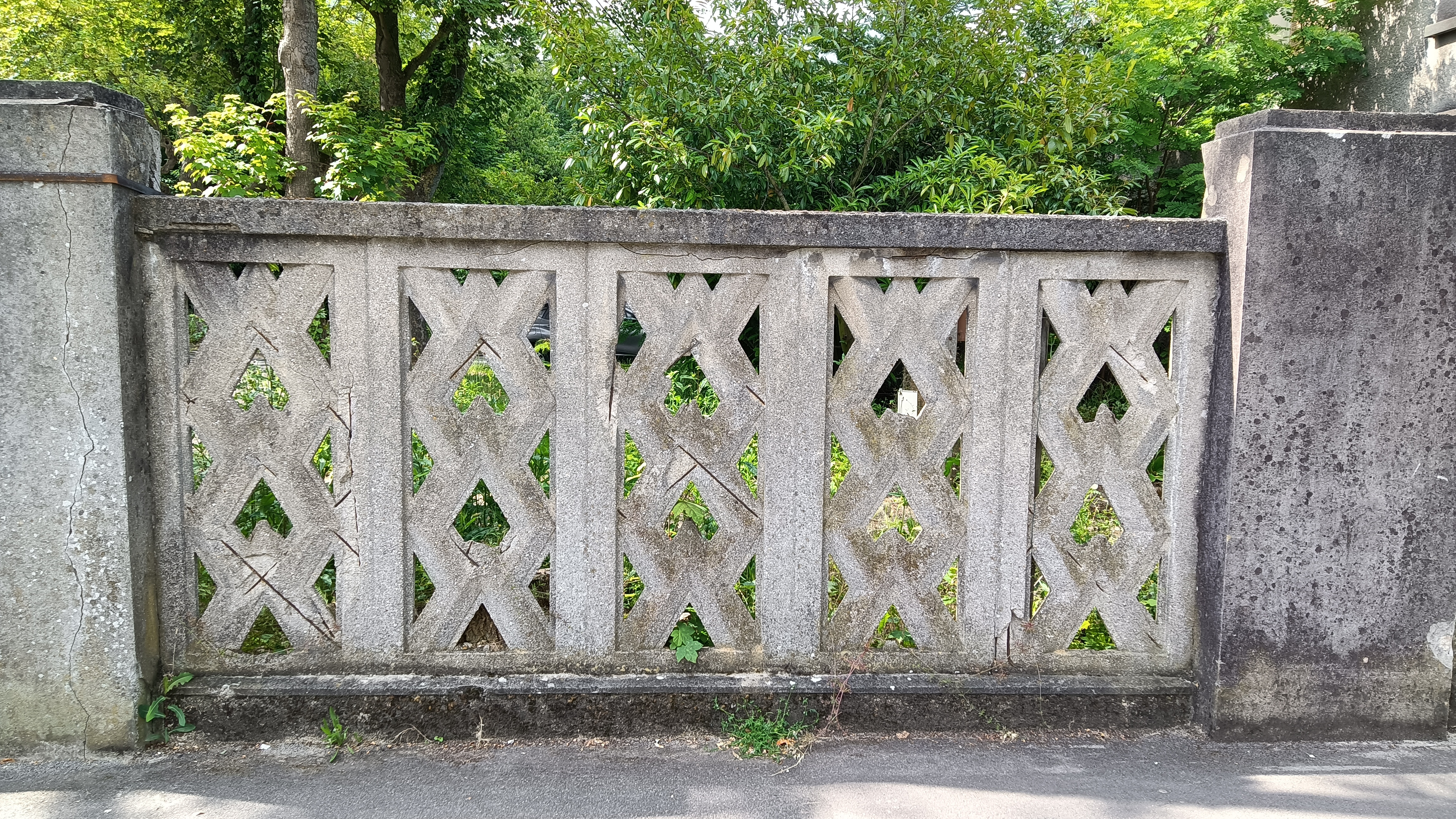
Une section de la clôture à claustras.

La clôture définitive est construite à partir de 1935. La clôture du cimetière témoigne d’un soin attentif porté à la finition du béton par Halley. On distingue trois types de clôture sur tout le périmètre du cimetière. Le premier type constitue les abords immédiats de l’entrée principale et est constitué de panneaux de ciment pleins. Le deuxième type se développe le long des voies sur le périmètre du cimetière. Il est constitué de panneaux de béton moulé ajourés avec pour motif des chevrons en léger relief dont les arêtes sont saillantes. Le troisième type est déployé le long de la limite nord et sépare le cimetière des terrains alors maraîchers à la construction. Il s’agit de simples panneaux de béton préfabriqués disposés horizontalement entre chaque poteau en béton également, sans traitement esthétique particulier. Halley exige un soin particulier sur la qualité et les finitions.
Une partie de la clôture a aujourd’hui disparu, d’une part du fait de la construction de l’autoroute A86 en 1988, qui empiète sur une partie des divisions du sud du cimetière, et d’autre part du fait de l’élargissement de la voie d’isolation au sud-ouest pour ménager une voie bus dans le secteur du centre commercial Belle-Épine en 1992. Ces travaux subis par la nécropole ont nécessité la démolition d’une partie de la clôture et son remplacement par une clôture de panneaux horizontaux en béton moulé à décor géométrique.
La clôture n'est en tout cas nullement l’œuvre d'Auguste Perret, ni en tant qu'architecte, ni en tant qu'entrepreneur.[réf. nécessaire]

### Esplanade et boutiques
Devant l’entrée du cimetière se trouve une vaste esplanade. Formée par l'avenue de Fontainebleau à l’ouest, l’entrée principale à l’est, elle est flanquée au sud par un alignement de boutiques à destination à l’origine des marbriers. Afin de conserver une harmonie d’ensemble, Halley impose le dessin de l’alignement. La constitution de l’ensemble s’est faite progressivement, au gré de l’installation des commerçants, d’abord à l’angle le plus proche du mur de clôture avec les établissements Lecreux et Herbet à partir de 1932, puis progressivement vers l'avenue de Fontainebleau. Il est encore incomplet en 1950 d’après une illustration du projet de gare terminus pour une ligne de trolleybus, confirmé par une photographie aérienne contemporaine. La création de cette gare terminus a empêché l’achèvement de l’extrémité ouest à pan coupé de l’alignement d’Halley, qui prévoyait une parfaite symétrie d’ensemble. L’alignement est complet en 1965. Constitué d’une quinzaine de lots, il comprend une façade continue d’un étage sur boutiques, marquée par une forte horizontalité que la toiture-terrasse et une marquise en béton et verre, continues d’une extrémité à l’autre, soulignent. Un jeu de ressauts, de retraits et d’avant-corps liés par des pans coupés permet toutefois de subtilement animer la façade selon un rythme ternaire complété par un triplet de baies à l’étage marquant chaque lot. Une modification récente en façade au niveau de l’actuel funérarium municipal de la ville de Thiais marque une rupture dans la ligne de l’ensemble, puisqu’un pan coupés d’un des retraits a disparu.
La disposition actuelle de l’esplanade résulte d’un réaménagement opéré en 1971 et 1972. Ainsi, afin de dégager une nouvelle voie pour améliorer la circulation de l'avenue de Fontainebleau, les deux ronds-points disposés de part et d’autre face aux entrées monumentales et le terre-plein central sont remplacés par de nouveaux terre-plein de pelouses et un vaste parc de stationnement, qui rompt la cohérence de l’ensemble : la porte centrale du portique, autrefois accessible par un chemin piéton traversant l’esplanade depuis la route dans un axe central, n’est aujourd’hui plus mise en valeur.

### Parc paysager

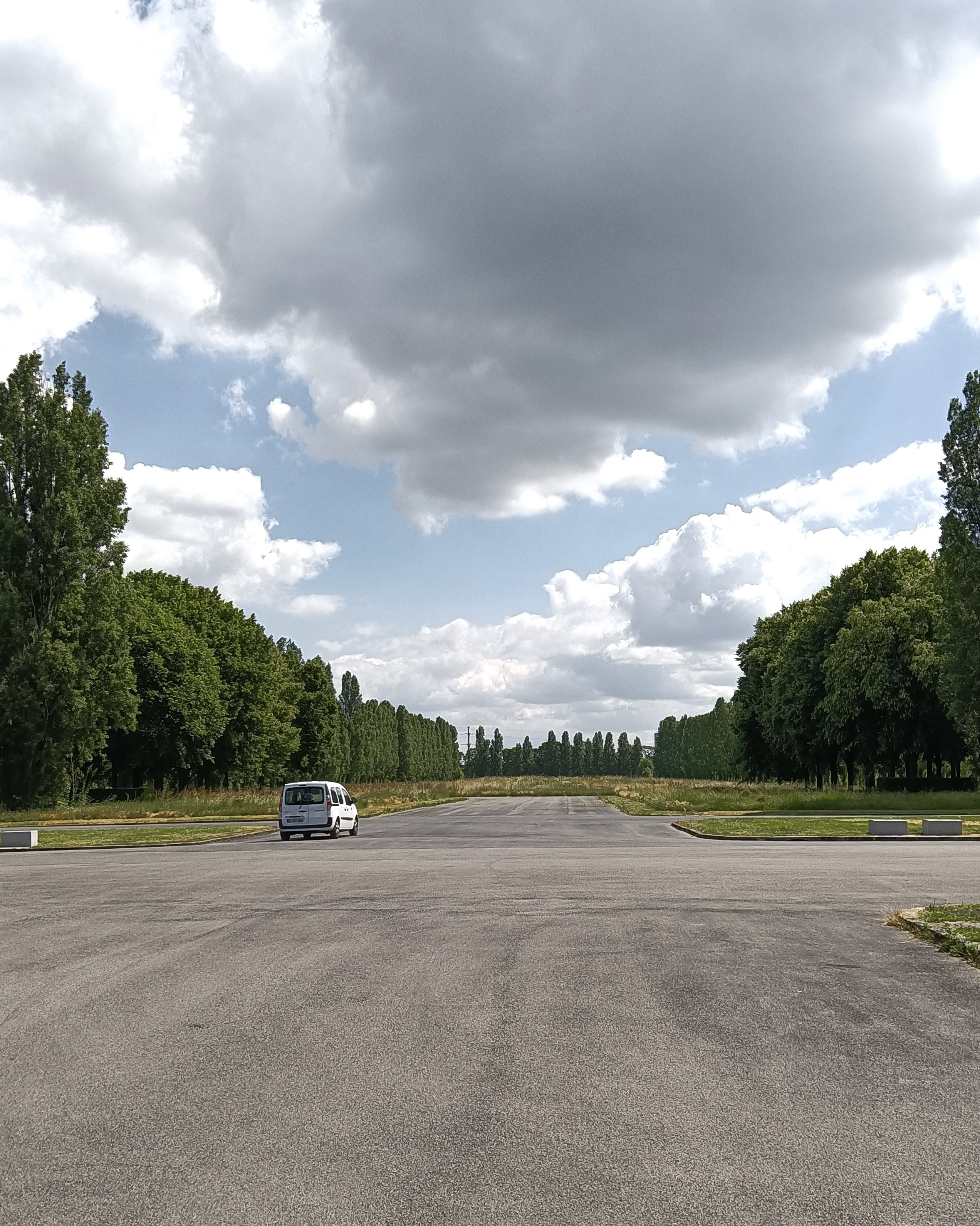
Vue de la perspective centrale depuis le portique.

La dimension paysagère a son importance au cimetière de Thiais. Dès 1926, Halley fixe précisément le plan des plantations, les essences qui composent les alignements et les massifs (peupliers d’Italie, ifs, tilleuls, buis, troènes) comme la manière dont ils doivent être taillés. Outre la répartition des divisions selon un plan orthonormé, l’architecte propose une esplanade intérieure en réponse à l’esplanade extérieure, ordonnancé à la manière d’un jardin à la française du XVIIIe siècle partagé entre cour et jardin. La monumentalité de la séquence d’entrée est accentuée, visible des deux côtés dans la totalité de sa longueur. Vaste rectangle agrémenté de quatre pelouses à massifs floraux et haies de buis taillés, l’esplanade intérieure est un large espace libre permet d’ouvrir à la fois la vue sur le pavillon de la conservation situé côté sud, et sur un axe majeur. Composé d’une pelouse large et dégagée, il était à l’origine prévu pour accueillir les divisions de concessions perpétuelles sur ses côtés, ce qui aurait eu pour effet d’enserrer et peut-être d’étirer la perspective. Le traitement du parc en jardin d’agrément montre tout le talent de composition d’Halley.
Attentif au confort des usagers, il disperse également dans l’ensemble du cimetière des blocs sanitaires.

### Ouverture
Ouvert le 1er octobre 1929, il est le plus récent des cimetières parisiens. Son ouverture se fait contre l'avis des membres du conseil municipal de la commune, qui iront jusqu'à démissionner collectivement en mai 1923 en signe de protestation.

### Soldats serbes de la Première Guerre mondiale
700 soldats serbes de la Première Guerre mondiale y sont enterrés dans un carré militaire. Ils combattirent dans les Balkans et malades ou blessés, furent ramenés par la France à Marseille et envoyés dans des hôpitaux militaires. Ceux qui moururent furent inhumés au cimetière de Thiais plus tard, dans les années 1930, dans le contexte de l'amitié franco-serbe.

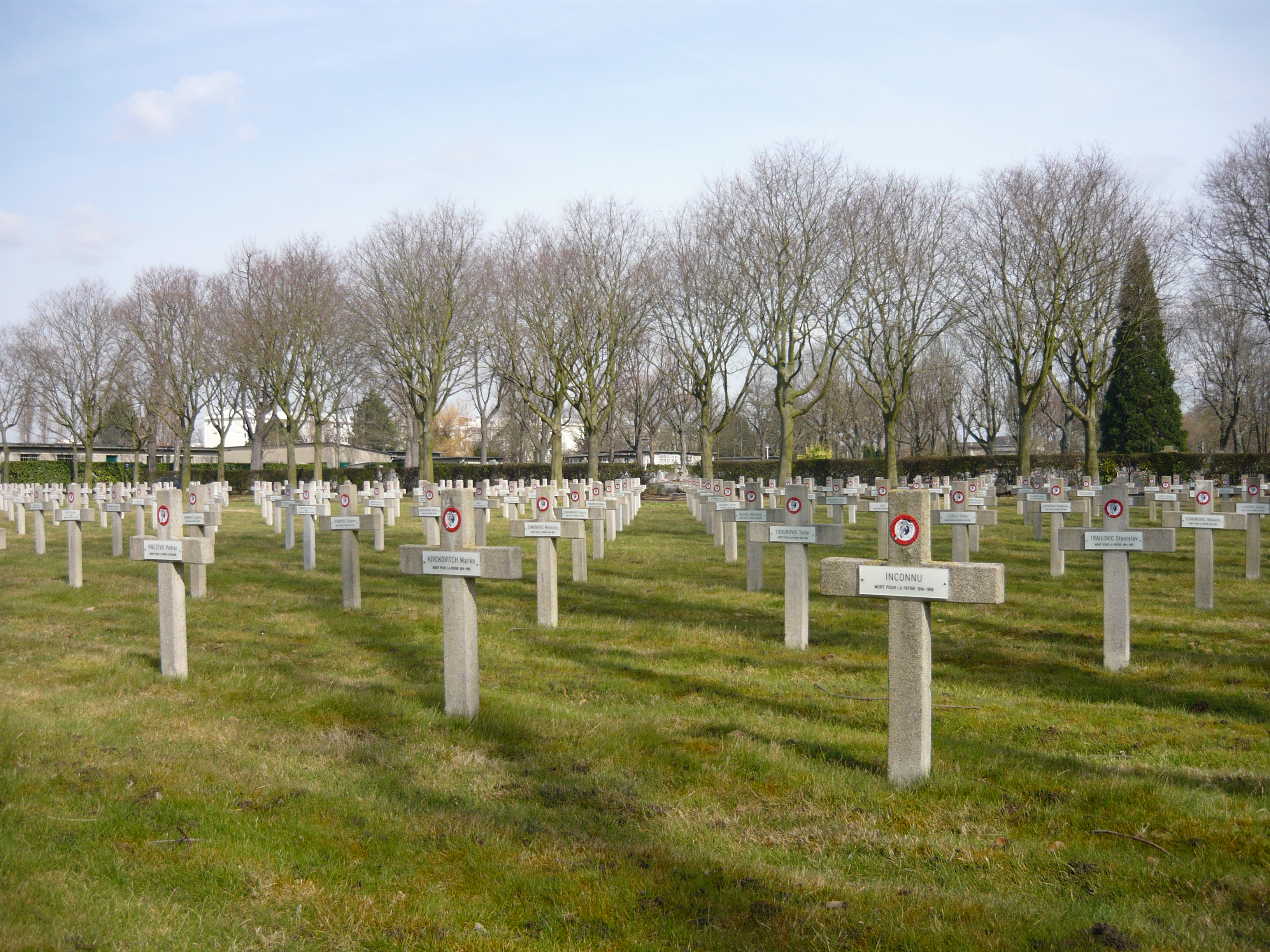
Le carré militaire serbe.

En 2011, le président serbe, Boris Tadić, vient se recueillir devant leurs tombes.

### Jardins de la fraternité
Ce cimetière abrite les seuls « terrains communs » de Paris pour adultes (divisions 48, 49, 50, 55, 56, 57, 58 et 95) dits « Jardins de la fraternité », où sont inhumées gratuitement les personnes non identifiées ou sans ressources,, ce qui a participé à son surnom de « cimetière des pauvres ». C'est là que sont inhumées les 57 victimes parisiennes de la vague de canicule de 2003 dont les dépouilles n'ont pas été réclamées par des proches. La cérémonie a lieu le 3 septembre 2003, en présence du président de la République, Jacques Chirac, et du maire de Paris, Bertrand Delanoë.
Sans se réduire à cette dimension, le cimetière parisien de Thiais est un lieu propice à l'inhumation de personnes reléguées, à divers degrés, par la société : déportés non réclamés par leurs familles, collaborateurs, soldats de la Waffen-SS et officiers de la Wehrmacht, criminels, membres de l'OAS et du FLN, migrants sans attache ou sans-abri. L'arrêté du 10 mars 1955 désigne Thiais comme lieu exclusif d'inhumation des indigents parisiens, qui était jusque là pratiqué aussi à Pantin, Bagneux et Ivry.
Une partie des « disparus » du massacre du 17 octobre 1961 est enterrée dans la division 97 du cimetière,.

### Regroupements confessionnels ou ethniques
Après la saturation du cimetière musulman de Bobigny, il est décidé sous l'impulsion du préfet de la Seine, Paul Haag, d'ouvrir à Thiais ce que l'on nomme aujourd'hui le carré musulman, anticipant et inspirant les circulaires du ministère de l'Intérieur de 1975, 1991 et 2008. Dès 1957, sans que cela ne donne lieu à un acte administratif de l'État, des divisions dédiées à des sépultures musulmanes sont créées à la demande de la Grande Mosquée de Paris, répondant à une demande d'environ 250 inhumations à la fin des années 1990. D'abord onze, le nombre de divisions confessionnelles musulmanes passe à quinze, faisant de Thiais le principal regroupement de sépultures musulmanes de France.
Les concessions dans les cimetières parisiens extra muros comme celui de Thiais sont en moyenne quatre fois moins chères qu'intra muros, et contrairement aux autres cimetières parisiens, il reste une grande superficie libre au cimetière de Thiais, ce qui permet d'acheter un grand nombre de concessions, favorisant des phénomènes de concentration par communauté religieuse ou ethnique, qui ne sont cependant que des regroupements de fait, non officiels.

Tombes de la diaspora asiatique
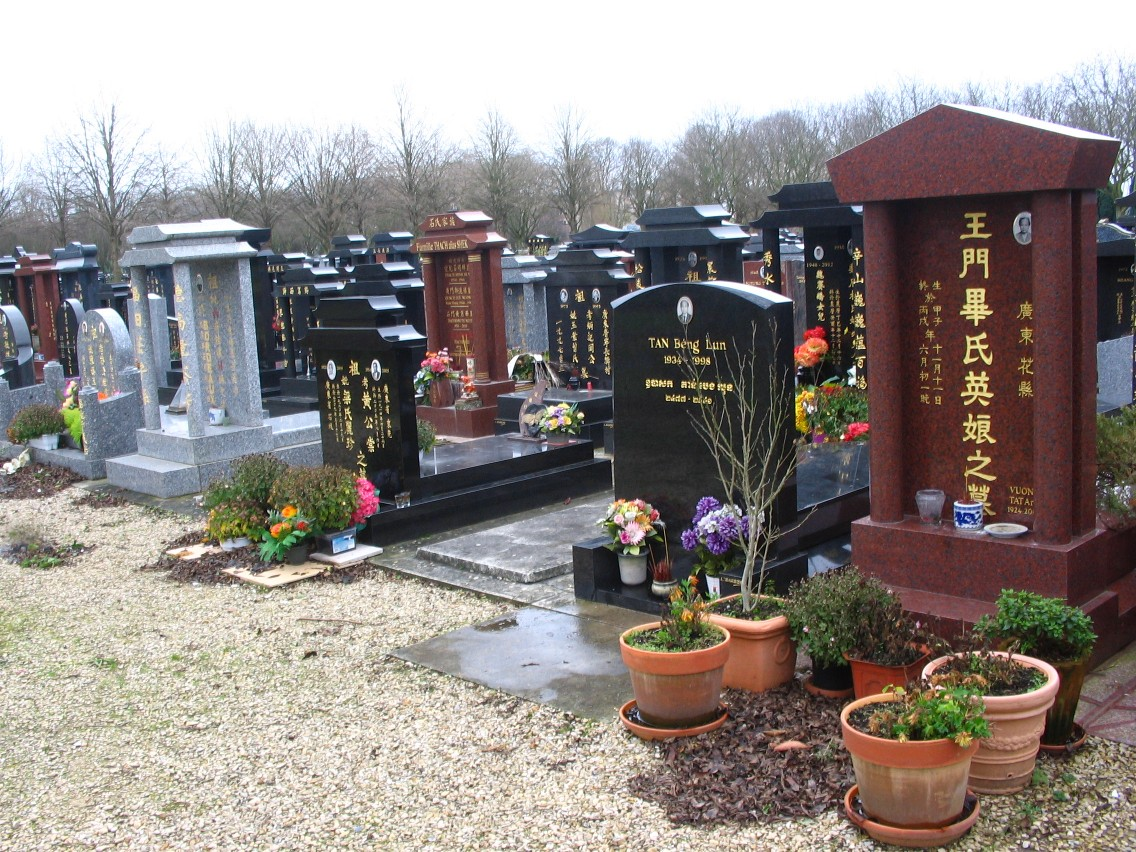
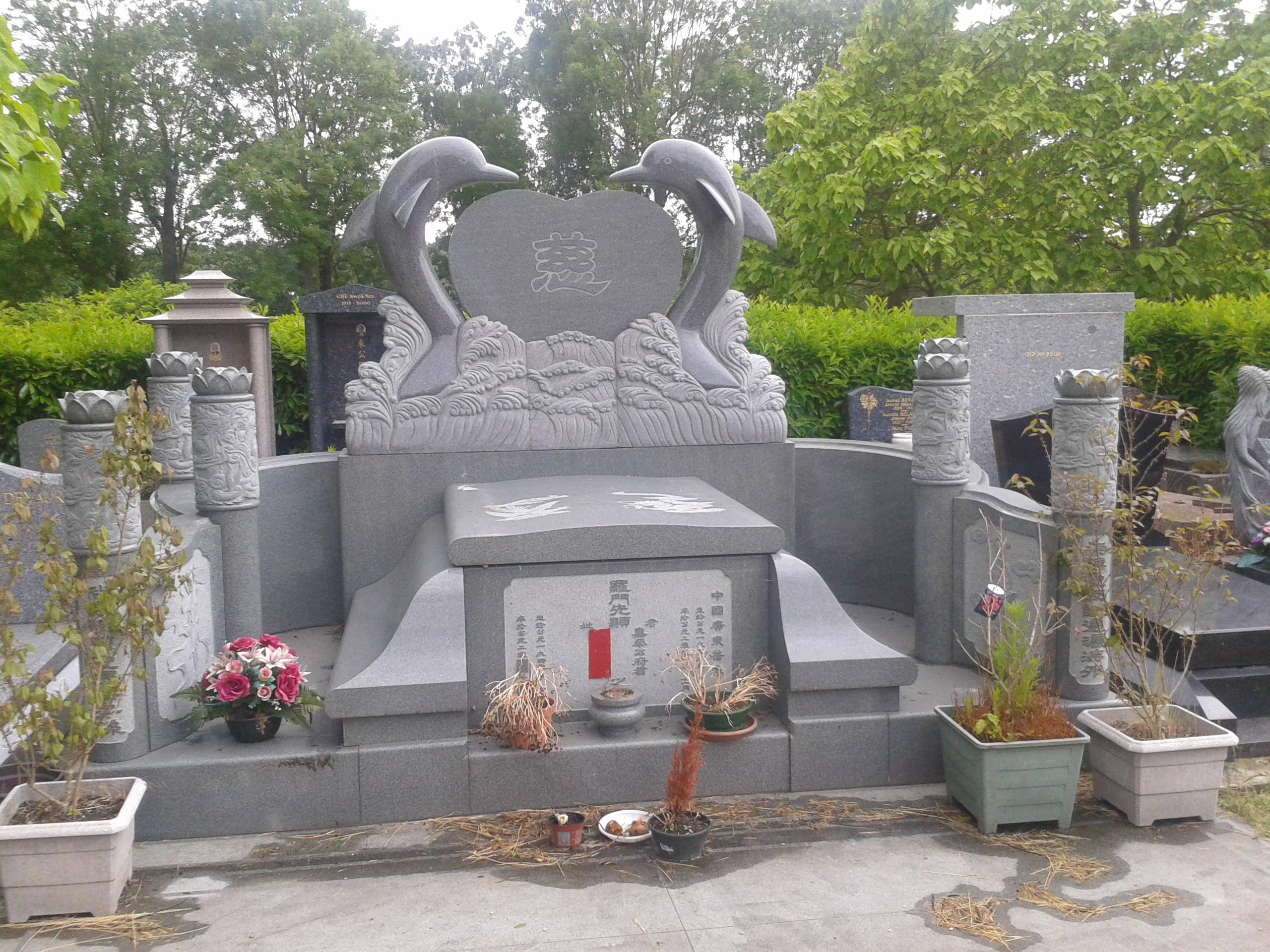
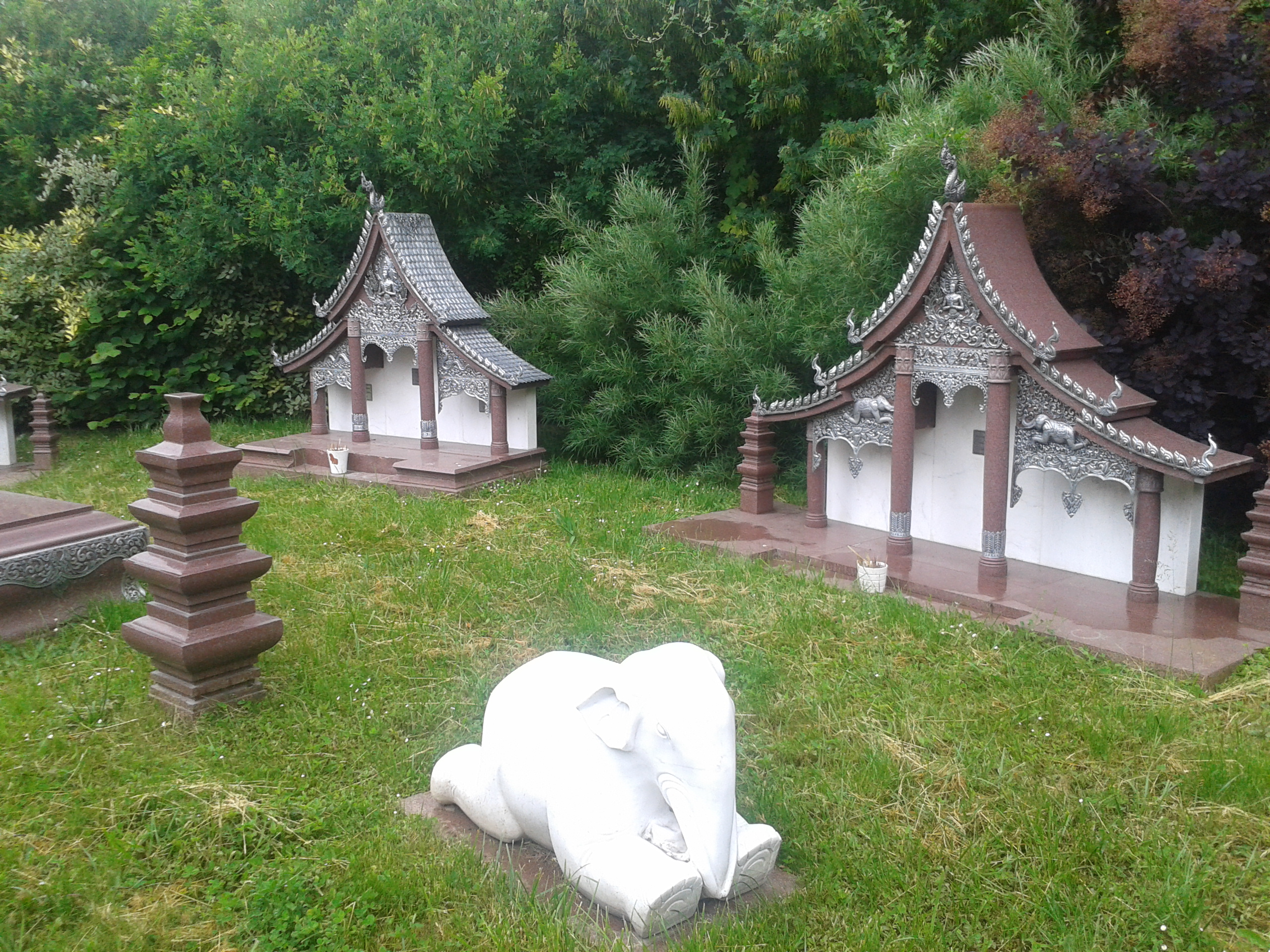
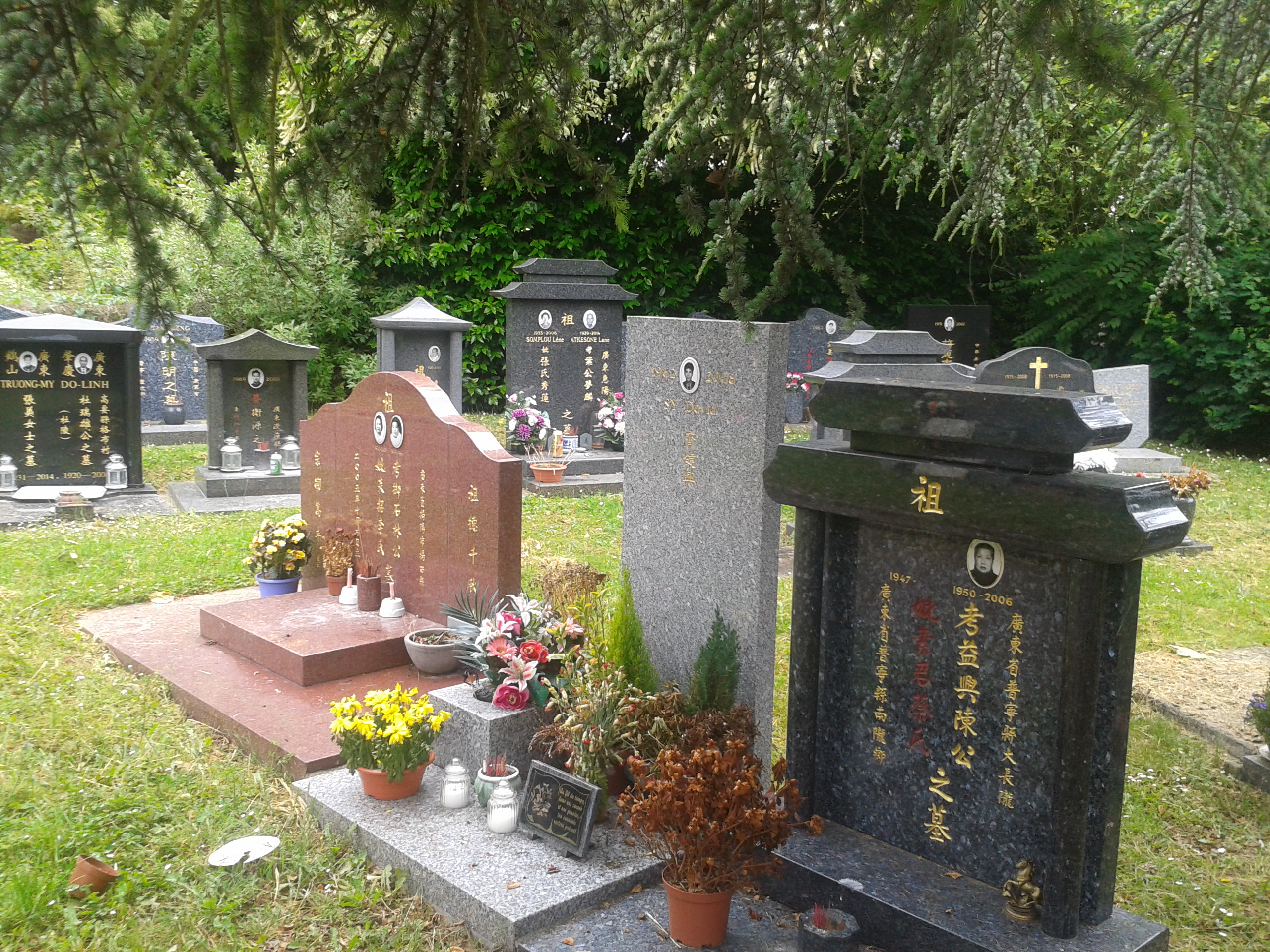

Tombes de la communauté juive
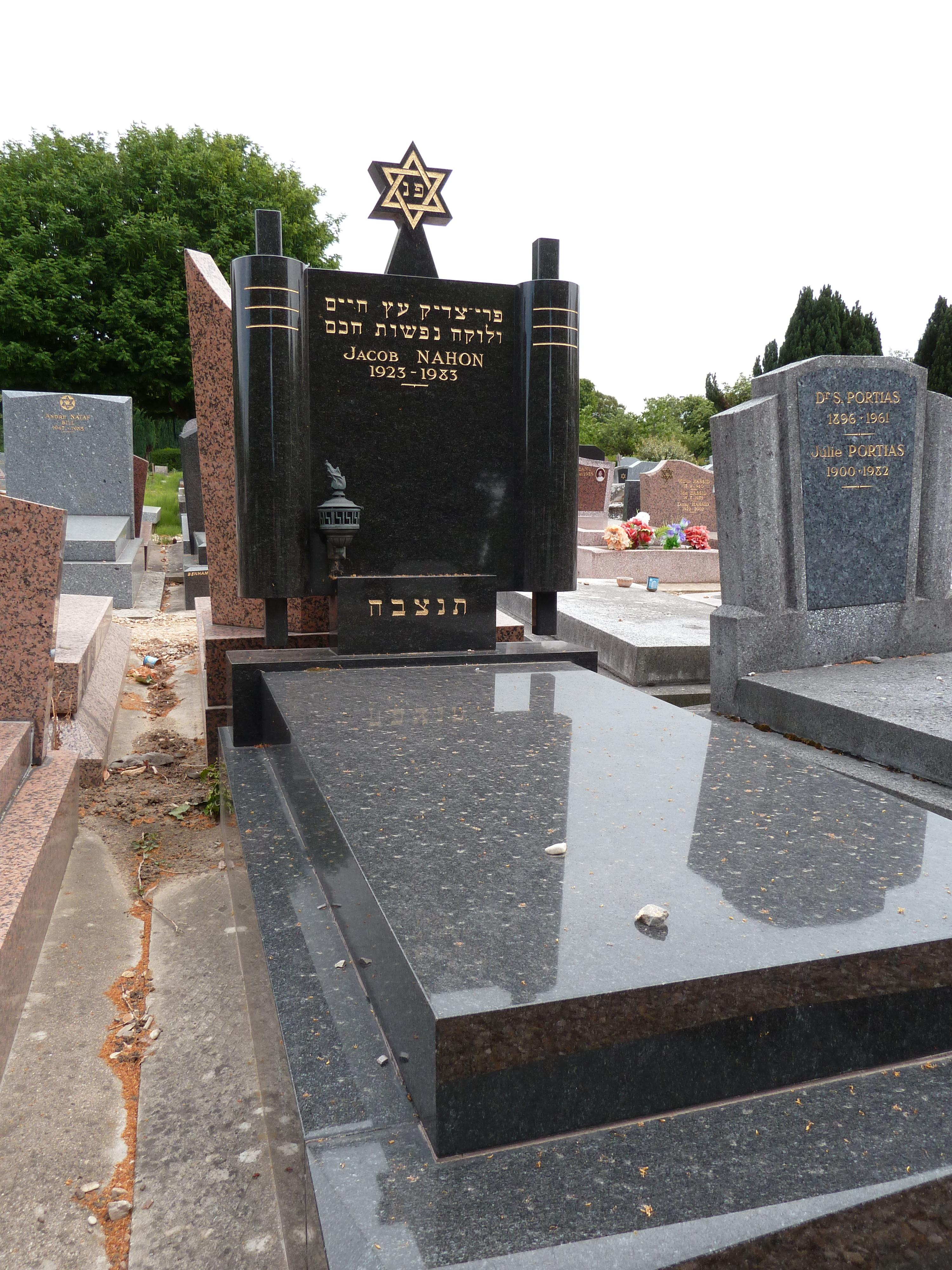
Rouleaux de la Torah et étoile de David.
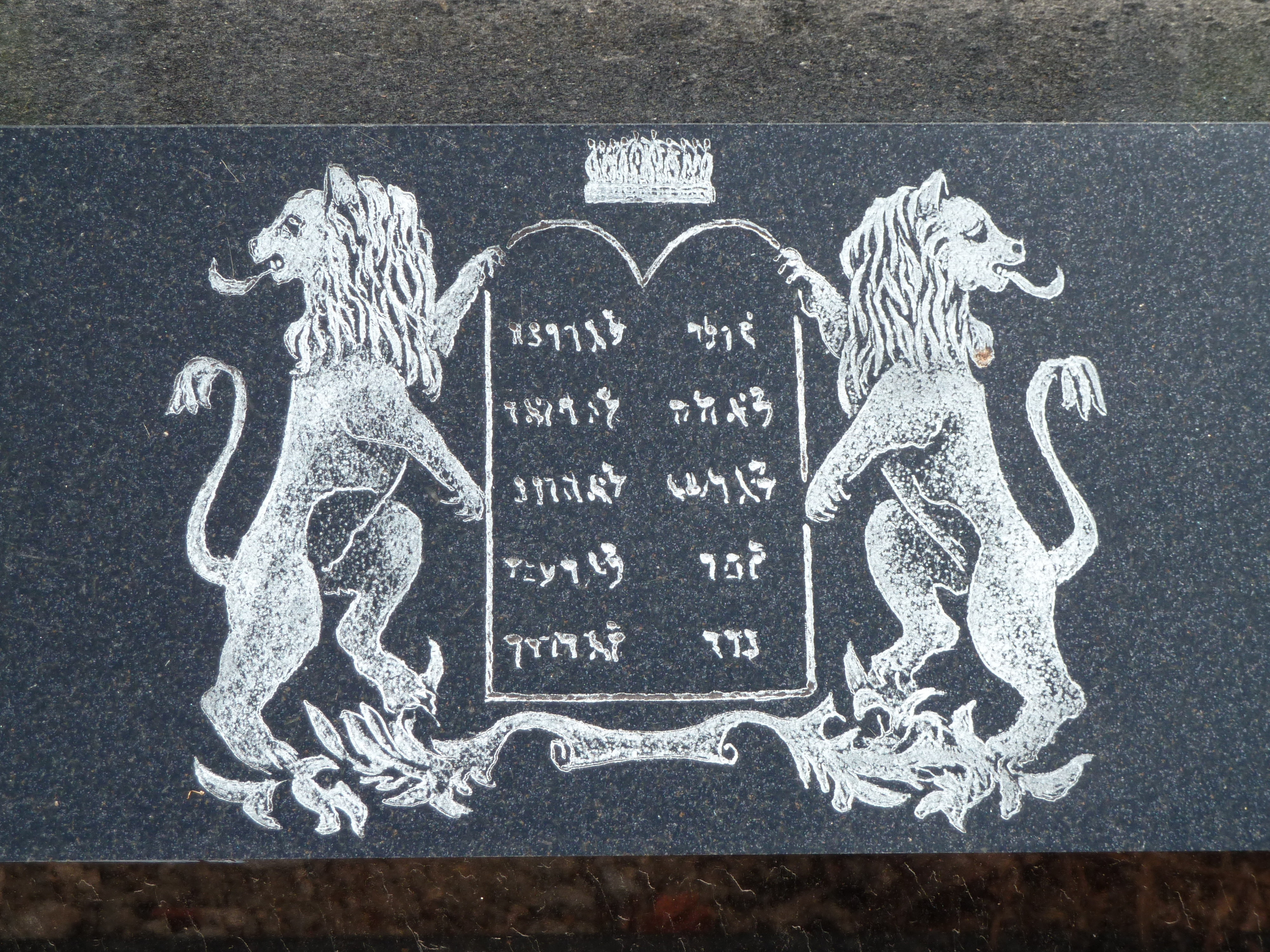
Lion de Juda et Tables de la Loi.
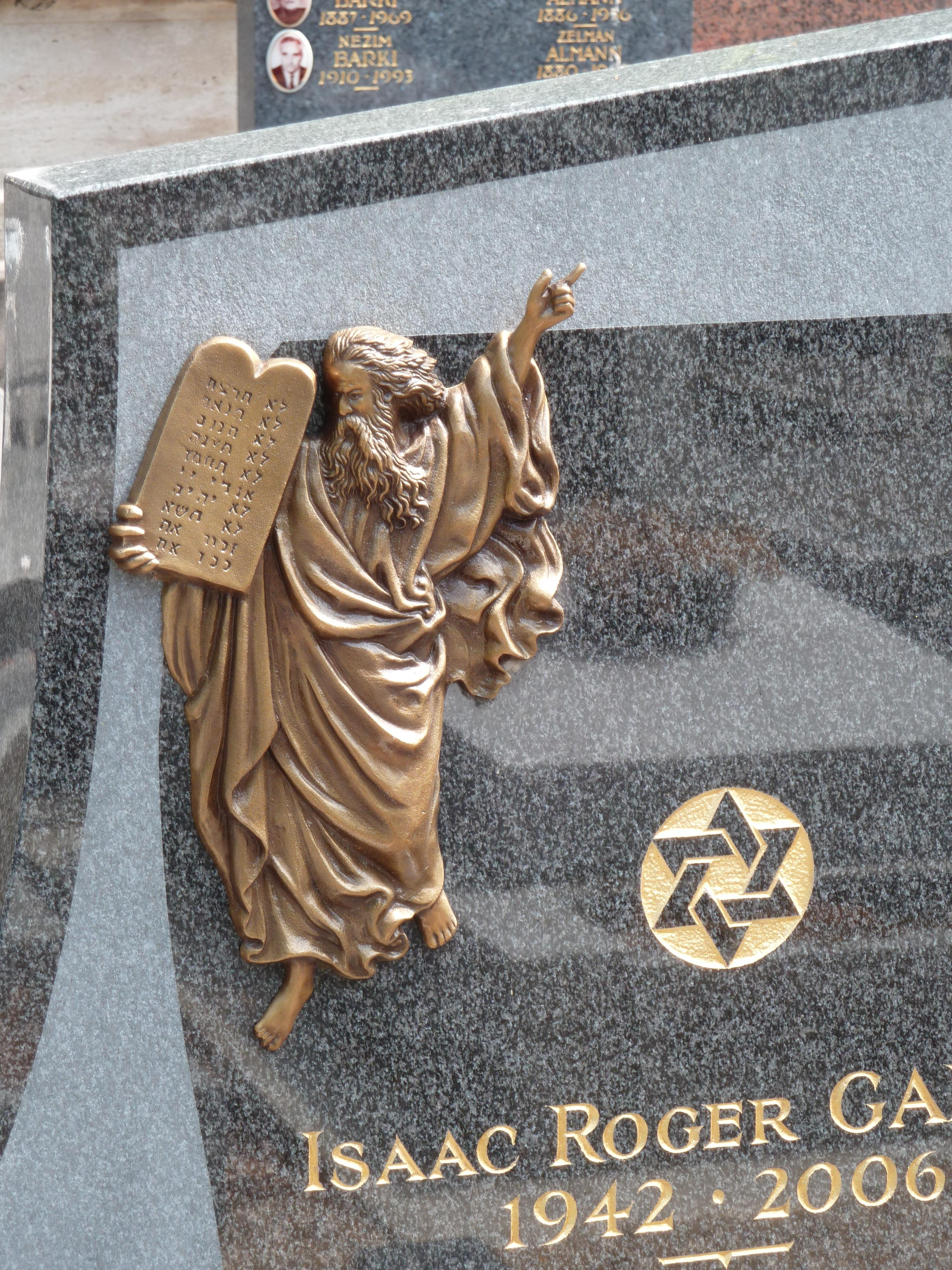
Moïse descendant du Sinaï.
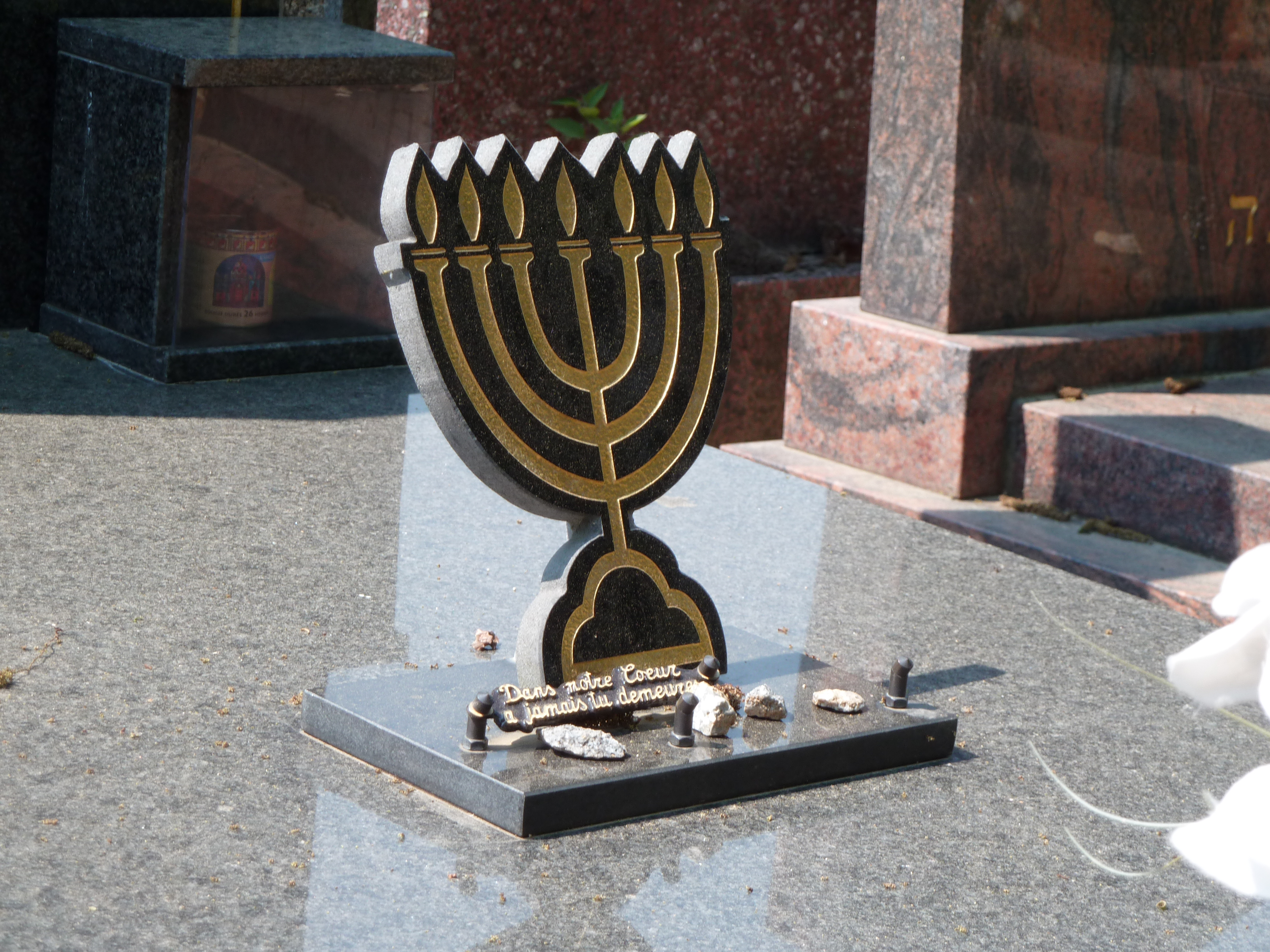
Menorah.
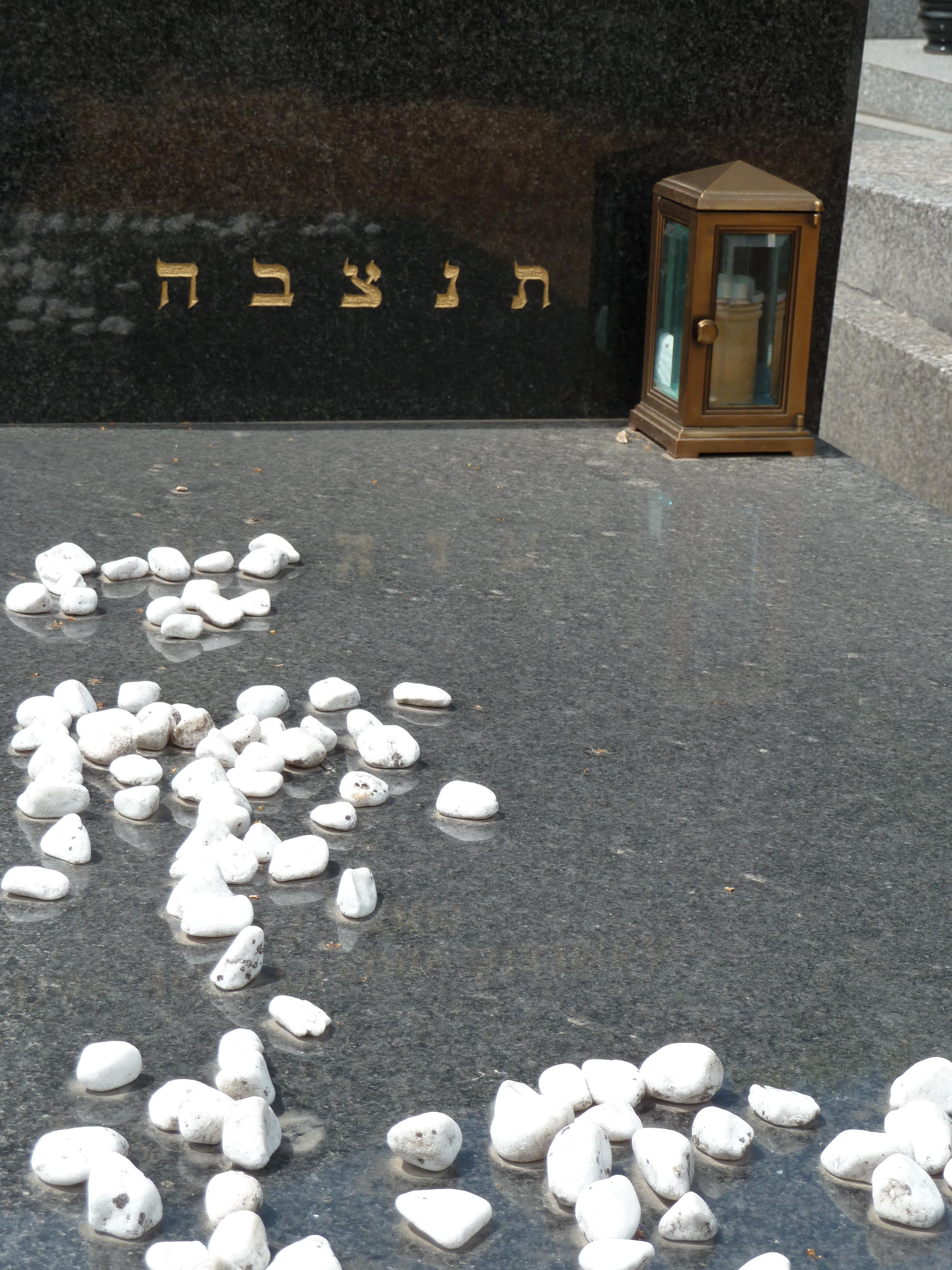
Pierres déposées par les visiteurs, et lanterne.

### Ossuaire
En 2016, un ossuaire est ouvert au cimetière parisien de Thiais pour accueillir les restes des défunts de tous les cimetières parisiens, dont les sépultures ont été reprises pour cause de concession échue,,. C'était jusqu'alors, et depuis le 1er janvier 1953, le rôle dévolu à l'ossuaire du cimetière du Père-Lachaise à Paris, d'abord seulement en provenance des cimetières intra muros, puis extra muros à partir du 1er janvier 2009. Mais il était arrivé à saturation depuis plusieurs années, empêchant les reprises de sépultures et créant une pénurie de concessions disponibles pour les nouvelles inhumations,.
Avant le début de la construction de l'ossuaire de Thiais, le 28 avril 2014, des fouilles d'archéologie préventive mettent au jour les corps d'une centaine de soldats allemands de la Seconde Guerre mondiale,. La Volksbund Deutsche Kriegsgräberfürsorge les identifie comme faisant partie des 800 soldats inhumés à Thiais au cours du second semestre 1944, dont la plupart ont ensuite été transférés en 1948 au Cimetière militaire allemand de Champigny-Saint-André.
Cette découverte oblige à changer l'emplacement de l'ossuaire, retardant d'environ un an sa livraison.
Au rythme actuel, l'ossuaire de Thiais arrivera à son tour à saturation en 2035.

## Divisions spécifiques
- Division 1 : carré militaire serbe de la Première Guerre mondiale.
- Division 17 : carré militaire français de la Seconde Guerre mondiale.
- Divisions 48–50, 55–58, 95 : Jardins de la fraternité.
- Division 94 : division périnatale.
- Division 96 : division écologique (avec un quart périnatal).
- Division 102 : dispersion des cendres des personnes ayant donné leur corps ; une stèle a été érigée pour permettre aux familles de s'y recueillir[5].

## Monuments
- Aux résistants 1942 (pointe de la division 8).
- Dans la 17e division, une stèle honore la mémoire des membres de la force de police auxiliaire tués en service pendant la guerre d'Algérie.
- Dans la 16e division, un monument rend hommage aux victimes du vol Turkish Airlines 981 qui s'est écrasé dans la forêt d'Ermenonville le 3 mars 1974[26],[27].
- Dans la 22e division, un caveau collectif fait office de monument en mémoire des membres d'équipage du vol Air France 406 qui s'est écrasé dans le Sahara algérien le 10 mai 1961[26],[28].
- Dans la 36e division, une stèle a été érigée en 1985 par le Centre de solidarité et de fraternité franco-indochinoise (CSFFIC), association dont l'objet est l'intégration de la diaspora asiatique en France[29],[18].

## Personnalités inhumées au cimetière parisien de Thiais
| Nom                        | Date   | Date | Éléments biographiques                                                              | Numéros  | Numéros | Numéros | Remarque                                                            |
| Nom                        | Naiss. | Mort | Éléments biographiques                                                              | Division | Ligne   | Tombe   | Remarque                                                            |
| -------------------------- | ------ | ---- | ----------------------------------------------------------------------------------- | -------- | ------- | ------- | ------------------------------------------------------------------- |
| Erika Abels d'Albert       | 1896   | 1979 | Peintre et styliste autrichienne                                                    | 23       | 18      | 29      |                                                                     |
| Mourad Amarsy              | 1959   | 2008 | Président-directeur de Princesse tam.tam                                            | 90       | 17      | 2       |                                                                     |
| Robert Arnoux              | 1899   | 1964 | Acteur                                                                              | 21       | 10      | 24      |                                                                     |
| André Arnyvelde            | 1881   | 1942 | Journaliste, dramaturge et romancier                                                | 17       | 13      | 12      |                                                                     |
| Abdelkader Barakrok        | 1915   | 2006 | Médecin et homme politique                                                          | 91       | 1       | 25      |                                                                     |
| Paul Barba-Negra           | 1929   | 2009 | Écrivain et cinéaste                                                                | 106      | 10      | 3       |                                                                     |
| Lydie Bastien              | 1922   | 1994 | Écrivain                                                                            | 52       | 7       | 26      |                                                                     |
| Habib Benglia              | 1895   | 1960 | Acteur et danseur français                                                          | 83       | 7       | 30      |                                                                     |
| Philippe Benkemoun         | 1966   | 2020 | Scénariste                                                                          | 59       | 20      | 36      |                                                                     |
| André Berley               | 1890   | 1936 | Comédien                                                                            | 7        | 3       | 307     |                                                                     |
| Camille Bert               | 1880   | 1970 | Comédien                                                                            | 27       | 8       | 8       |                                                                     |
| Suzanne Bing               | 1885   | 1967 | Comédienne                                                                          | 21       | 2       | 13      |                                                                     |
| Vilmos Bleier              | 1903   | 1940 | Éditeur et espérantiste                                                             | 82       | 20      | 27      |                                                                     |
| Bernard Blier              | 1916   | 1989 | Acteur                                                                              | 102      |         |         | Au jardin cinéraire de la 102                                       |
| René Bouvret               | 1920   | 1944 | Compagnon de la Libération                                                          | 17       | 11      | 83      |                                                                     |
| Hervé Bromberger           | 1918   | 1993 | Réalisateur et scénariste                                                           | 6        | 4       | 4       |                                                                     |
| Roger Bruneau              | 1921   | 2006 | Boxeur                                                                              | 22       | 5       | 32      |                                                                     |
| Marcel Bucard              | 1895   | 1946 | Homme politique                                                                     | 23       | 2       | 37      |                                                                     |
| Mathieu Bucholz (dit Pamp) | 1922   | 1944 | Militant trotskyste                                                                 | 2        | 9       | 17      | Inhumé face à la division militaire serbe                           |
| Hélène de Callias          | 1884   | 1963 | Musicienne, compositrice, chef d'orchestre et musicologue                           | 14       | 15      | 3       |                                                                     |
| Suzanne de Callias         | 1883   | 1964 | Journaliste, militante pacifiste et féministe                                       | 14       | 15      | 3       |                                                                     |
| Georges Canépa             | 1913   | 1957 | Compagnon de la Libération                                                          | 22       | 21      | 18      |                                                                     |
| Jean Cassou                | 1897   | 1986 | Écrivain                                                                            | 21       | 23      | 46      |                                                                     |
| Georges Catroux            | 1877   | 1969 | Compagnon de la Libération                                                          | 20       | 12      | 23      |                                                                     |
| Paul Celan                 | 1920   | 1970 | Écrivain                                                                            | 31       | 12      | 39      |                                                                     |
| Mahmoud Chehabi Khorassani | 1903   | 1986 | Philosophe, juriste, avocat et professeur émérite de l'université de Téhéran (Iran) | 101      | 16      | 8       |                                                                     |
| Roland Claes               | 191?   | 1982 | Clown, artiste de cirque                                                            | 35       | 8       | 3       |                                                                     |
| Gio Colucci                | 1892   | 1974 | Peintre, graveur, sculpteur et céramiste                                            | 23       | 13      | 30      |                                                                     |
| Robert Cordier             | 1933   | 1920 | Metteur en scène, cinéaste, écrivain et pédagogue belge                             | 5        | 3       | 5       |                                                                     |
| Aurora Cornu               | 1931   | 2021 | Actrice, cinéaste, écrivain et poète franco-roumaine                                | 106      | H       | 15      |                                                                     |
| Zdzisław Cyankiewicz       | 1912   | 1981 | Peintre polonais                                                                    | 100      | 13      | 38      |                                                                     |
| Mohammad Daftary           |        | 1983 | Général iranien                                                                     | 110      | 11      | 5       |                                                                     |
| Beauford Delaney           | 1901   | 1979 | Peintre américain                                                                   | 86       | 2       | 45      | Pierre tombale posée en 2010                                        |
| Jean-Luc Delarue           | 1964   | 2012 | Animateur et producteur de télévision français                                      |          |         |         |                                                                     |
| Reda Djilali               | 1936   | 2019 | Chanteur                                                                            | 85       | 12      | 17      |                                                                     |
| Wilmos Djinny              | 1924   | 1992 | Chanteur et guitariste                                                              | 24       | 6       | 30      |                                                                     |
| Henri-Jean Duteil          | 1907   | 1979 | Écrivain                                                                            | 15       | 22      | 44      |                                                                     |
| Abder El Kebir             | 1930   | 2017 | Musicien et comédien                                                                | 81       | 14bis   | 28      |                                                                     |
| Bernard d'Espagnat         | 1921   | 2015 | Physicien et philosophe, membre de l'Institut                                       | 37       | 9       | 3       |                                                                     |
| Georges d'Espagnat         | 1870   | 1950 | Artiste peintre et graveur                                                          | 37       | 9       | 3       |                                                                     |
| Pierre-Jacques Fays        | 1908   | 1978 | Prestidigitateur connu sous les noms de Keith Clark ou Pier Cartier                 |          |         |         |                                                                     |
| Albert Fossey-François     | 1909   | 1958 | Compagnon de la Libération                                                          | 21       | 10      | 27      |                                                                     |
| Michel Fourniret           | 1942   | 2021 |                                                                                     |          |         |         | Inhumé anonymement dans les « terrains communs »                    |
| Liliana Fructus            |        |      | Résistante (« capitaine Annick »)                                                   | 25       | 21      | 4       |                                                                     |
| Eugène Graff               | 1862   | 1935 | Sculpteur, président-fondateur du Foyer des sourds-muets                            |          |         |         |                                                                     |
| Gilbert Grenier            | 1945   | 1996 | Auteur-compositeur                                                                  | 11       | 14      | 16      |                                                                     |
| Emmanuel Guérin            | 1884   | 1967 | Sculpteur                                                                           | 27       | 10      | 13      |                                                                     |
| Abdelkader Guermaz         | 1919   | 1996 | Peintre algérien                                                                    | 11       | 10      | 39      |                                                                     |
| Imre Gyomai                | 1894   | 1962 | Auteur                                                                              | 18       | 19      | 63      |                                                                     |
| Krikor Hagopian            | 1887   | 1942 | Fondateur du mouvement scout et sportif Homenetmen                                  | 20       | 8       | 1       |                                                                     |
| Étienne Hajdu              | 1907   | 1966 | Sculpteur                                                                           | 20       | 18      | 13      |                                                                     |
| Jean Hérold-Paquis         | 1912   | 1945 | Éditorialiste radiophonique                                                         | 2        | 19      | 36      |                                                                     |
| Catherine Hessling         | 1900   | 1979 | Actrice et modèle                                                                   | 18       | 3       | 61      |                                                                     |
| Salim Himidi               | 1945   | 2020 | Dirigeant politique comorien                                                        | 85       | 11      | 34      |                                                                     |
| Loumia Hiridjee            | 1962   | 2008 | Styliste et fondatrice de Princesse tam.tam                                         | 90       | 17      | 2       |                                                                     |
| André Hiron                | 1909   | 1933 | Joueur de rugby                                                                     | 20       | 7       | 3       |                                                                     |
| Youssef Ishaghpour         | 1940   | 2021 | écrivain                                                                            | 82       | 5       | 9       |                                                                     |
| Roland Jaccard             | 1941   | 2021 | Écrivain                                                                            | 102      |         |         | Au jardin cinéraire de la 102                                       |
| Abel Jacquin               | 1893   | 1968 | Acteur                                                                              |          |         |         |                                                                     |
| Tony Jacquot               | 1919   | 2007 | Acteur                                                                              | 12       | 19      | 40      |                                                                     |
| Paul-Clément Jagot         | 1889   | 1962 | Écrivain et occultiste français                                                     | 18       | 16      | 64      |                                                                     |
| Sylvaine Jaoui             | 1962   | 2023 | Écrivaine                                                                           | 82       | 11      | 17      |                                                                     |
| Abdul Kaddam               | 1932   | 2020 | Dirigeant politique syrien                                                          | 85       | 10      | 42      |                                                                     |
| Jean-Jacques Krafft        | 1910   | 1997 | Sculpteur                                                                           | 9        | 15      | 19      |                                                                     |
| Pierre Lambert             | 1901   | 1973 | Compagnon de la Libération                                                          | 22       | 6       | 40      |                                                                     |
| Maria Lani                 | 1905   | 1954 | Actrice de cinéma et modèle polonaise                                               | 78       | 24      | 2       |                                                                     |
| Jacinto Latorre            | 1903   | 1986 | Sculpteur                                                                           | 2        | 6       | 1       |                                                                     |
| Jean Laugier               | 1924   | 2006 | Poète                                                                               | 11       | 4       | 17      |                                                                     |
| Jacqueline Lichtenstein    | 1947   | 2019 | Philosophe et historien                                                             | 32       | 22      | 15      |                                                                     |
| Henri Marais               | 1881   | 1940 | Compagnon de la Libération                                                          | 17       | 12      | 56      |                                                                     |
| André Maricq               | 1925   | 1960 | Archéologue belge                                                                   | 22       | 24      | 26      |                                                                     |
| Hélène Martini             | 1924   | 2017 | Propriétaire de théâtres, « impératrice » des nuits parisiennes                     | 89       | 14      | 54      |                                                                     |
| Paula Maxa                 | 1898   | 1970 | Actrice de théâtre                                                                  | 71       | 21      | 16      |                                                                     |
| Daniel Mayer               | 1909   | 1996 | Homme politique socialiste français, membre de la Résistance                        |          |         |         | A fait don de son corps à la science. Au jardin cinéraire de la 102 |
| Pascal Mazzotti            | 1923   | 2002 | Acteur français                                                                     |          |         |         |                                                                     |
| Farhad Mehrad              | 1944   | 2002 | Chanteur iranien                                                                    | 110      | 7       | 23      |                                                                     |
| Jon Mirande                | 1925   | 1972 | Poète et écrivain basque                                                            | 14       | 12      | 37      |                                                                     |
| Abbas Moayeri              | 1939   | 2020 | Artiste-peintre, miniaturiste et sculpteur                                          | 110      | 6       | 10      |                                                                     |
| Vincent-Mansour Monteil    | 1913   | 2005 | Orientaliste                                                                        | 83       | 11      | 12      |                                                                     |
| Germaine Mühlethaler       | 1916   | 2013 | Fondatrice de l'École du service à la personne                                      | 4        | 10      | 27      |                                                                     |
| Gérald Neveu               | 1921   | 1960 | Poète                                                                               |          |         |         |                                                                     |
| Serge Orloff               |        |      |                                                                                     | 80       | 8       | 49      |                                                                     |
| Nicolas Ouroussof          | 1879   | 1933 | Prince russe                                                                        | 30       | 8       | 7       |                                                                     |
| Gholam-Reza Pahlavi        | 1923   | 2017 | Prince et général iranien                                                           | 110      | 9       | 1       |                                                                     |
| Alfred Pauwels dit Pepete  | 1916   | 1989 | Directeur de cirque                                                                 | 32       | 14      | 21      |                                                                     |
| Michel Peyrelon            | 1936   | 2003 | Acteur                                                                              |          |         |         |                                                                     |
| Jane Pierson               | 1877   | 1971 | Actrice                                                                             | 5        | 1       | 29      |                                                                     |
| Sacha Pitoëff              | 1920   | 1990 | Comédien et metteur en scène franco-suisse                                          | 98       | 7       | 34      |                                                                     |
| Pierre Pucheu              | 1899   | 1944 | Industriel et homme politique                                                       | 19       | 12      | 11      |                                                                     |
| Samir Rafeh                |        | 2003 | Peintre surréaliste égyptien                                                        | 43       | 21      | 13      |                                                                     |
| Albert Raisner             | 1922   | 2011 | Harmoniciste, animateur et producteur de télévision                                 | 22       | 11      | 44      |                                                                     |
| Sady Rebbot                | 1935   | 1994 | Acteur                                                                              | 32       | 24      | 8       |                                                                     |
| Jean-Claude Renard         | 1922   | 2002 | Poète et écrivain                                                                   | 28       | 10      | 38      |                                                                     |
| Madeleine René             |        |      | Résistante                                                                          | 2        | 18      | 45      |                                                                     |
| Dominique Renucci          | 1897   | 1969 | Général                                                                             | 19       | 12      | 13      |                                                                     |
| Joseph Roth                | 1894   | 1939 | Écrivain austro-hongrois                                                            | 7        | 15      | 22      |                                                                     |
| Alix Cléo Roubaud          | 1952   | 1983 | Photographe et écrivain                                                             | 30       | 15      | 42      |                                                                     |
| Han Ryner                  | 1861   | 1938 | Philosophe, journaliste et traducteur                                               | 2        | 4       | 42      |                                                                     |
| Severo Sarduy              | 1937   | 1993 | Écrivain et peintre cubain                                                          | 51       | 13      | 2       |                                                                     |
| Léon Schwarz-Abrys         | 1905   | 1990 | Peintre et écrivain                                                                 | 42       | 9       | 31      |                                                                     |
| Léon Sedov                 | 1906   | 1938 | Fils de Léon Trotsky                                                                | 22       | 13      | 20      |                                                                     |
| Antoine Séguy              | 1877   | 1951 | Peintre et décorateur                                                               | 70       | 5       | 31      |                                                                     |
| Pierre Sidos               | 1927   | 2020 | Homme politique français                                                            | 11       | 13      | 24      |                                                                     |
| William Silvel             | 1908   | 1982 | Ingénieur du son, double lauréat du César du meilleur son                           | 20       | 4       | 3       |                                                                     |
| Joseph Sima                | 1891   | 1971 | Peintre franco-tchèque                                                              | 63       | 4       | 54      |                                                                     |
| Marcelle Soulage           | 1894   | 1970 | Compositrice, pédagogue                                                             | 2        | 4       | 6       |                                                                     |
| Séraphin Soudbinine        | 1867   | 1944 | Sculpteur et céramiste                                                              | 11       | 15      | 45      |                                                                     |
| Franz Stock                | 1904   | 1948 | Prêtre allemand                                                                     | 9        | 13      | 12      | Cénotaphe                                                           |
| Joseph Terdjan             | 1924   | 2001 | Peintre libanais d'origine arménienne (né en Turquie)                               | 54       | 15      | 28      |                                                                     |
| Marcel Thiébaut            | 1897   | 1961 | Écrivain                                                                            | 20       | 12      | 20      |                                                                     |
| Karim Tizouiar             | 1963   | 2023 | Auteur-compositeur-interprète algérien kabyle                                       | 97       | 19bis   | 24      |                                                                     |
| Émile Torchebœuf           | 1876   | 1950 | Athlète, médaille de bronze olympique au saut en longueur sans élan en 1900         | 6        | 13      | 17      |                                                                     |
| Laetitia Toureaux          | 1907   | 1937 | Première victime d'un meurtre dans le métro de Paris, le 16 mai 1937                | 2        | 6       | 7       |                                                                     |
| Étienne Tournès            | 1855   | 1931 | Artiste peintre français                                                            |          |         |         |                                                                     |
| Huy Trinh                  | 1942   | 2022 | Président-fondateur de Paris Store                                                  | 44       | 9       | 31      |                                                                     |
| René Vincent               | 1905   | 1974 | Parachutiste                                                                        | 28       | 13      | 42      |                                                                     |
| Evgueni Zamiatine          | 1884   | 1937 | Écrivain russe                                                                      | 21       | 5       | 36      |                                                                     |
| Zog Ier                    | 1895   | 1961 | Roi d'Albanie                                                                       | 89       | 14      | 52      | Cénotaphe (corps rapatrié en Albanie en 2012)                       |

Personnalités qui ont été inhumées au cimetière parisien de Thiais
| Nom                       | Date   | Date | Éléments biographiques                                                                | Remarque |
| Nom                       | Naiss. | Mort | Éléments biographiques                                                                | Remarque |
| ------------------------- | ------ | ---- | ------------------------------------------------------------------------------------- | --- |
| Mohamed Azbane            | 1939   | 2020 | Industriel dans les cosmétiques                                                       | Transféré à Casablanca le 16 juin 2022 |
| Wladyslaw Baranowski      | 1885   | 1939 | Journaliste et homme politique polonais                                               | Inhumé le 27 octobre 1939, division 67, ligne 22, tombe 45 |
| Jean Bastien-Thiry        | 1927   | 1963 |                                                                                       | Temporairement enterré anonyme dans le carré des suppliciés (après son exécution, le 11 mars 1963), puis transféré au cimetière de Bourg-la-Reine le 13 avril 1963 |
| Francesc Boix             | 1920   | 1951 | Photographe espagnol                                                                  | Transféré au Père-Lachaise le 16 juin 2017 |
| François Dehaspe          | 1874   | 1959 | Pintre belge                                                                          | |
| Édouard Deverin           | 1881   | 1946 | Illustrateur, journaliste                                                             | Inhumé le 3 mai 1946, division 46, ligne 25, tombe 22 sous son troisième prénom, Eugène ; sépulture reprise le 14 août 1964                                        |
| Raphaël Diligent          | 1884   | 1964 | Sculpteur, peintre, illustrateur                                                      | |
| Albert Dovecar            | 1937   | 1962 |                                                                                       | Inhumé le 7 juin 1962, transféré le 7 juillet 1962, désormais inhumé au cimetière Saint-Pierre de Graz, en Autriche                                                |
| Genaro Ricardo Esposito   | 1886   | 1944 | Chef d'orchestre franco-argentin                                                      | Sépulture reprise en 1994 |
| Henri Fefeu               | 1905   | 1953 | Membre du gang des Tractions Avant                                                    | |
| Théodore Fraenkel         | 1896   | 1964 | Écrivain et médecin                                                                   | |
| Kurt Gerstein             | 1905   | 1945 | Inhumé le 3 août 1945 sous l'identité Kurt Gastein                                    | |
| Hélène Hygreckos          | 1919   | 2009 | Artiste peintre                                                                       | |
| Henri-Gabriel Ibels       | 1867   | 1936 | Peintre, dessinateur, graveur et affichiste libertaire                                | |
| Kiki de Montparnasse      | 1901   | 1953 | Modèle, muse et amante d'artistes célèbres du quartier Montparnasse des années folles | Sépulture reprise en 1974 |
| Robert Klapisch           | 1932   | 2020 | Physicien                                                                             | |
| Pierre Laval              | 1883   | 1945 | Homme d'État français                                                                 | Transféré au cimetière du Montparnasse le 15 novembre 1945 |
| Line Marsa                | 1895   | 1945 | Chanteuse et mère d'Édith Piaf                                                        | |
| Pierre de Massot          | 1900   | 1969 | Écrivain                                                                              | |
| Conrad Moricand           | 1887   | 1954 | Dessinateur et illustrateur                                                           | |
| Claude Piegts             | 1934   | 1962 |                                                                                       | Inhumé le 7 juin 1962, transféré le 7 juillet 1962, désormais inhumé au cimetière du Touvet en Isère                                                               |
| Ida Sesquès               | 1875   | 1940 | Célèbre prostituée, dite la Môme Bijou                                                | |
| Bruno Sulak               | 1955   | 1985 | Célèbre braqueur                                                                      | |
| Renée Tamary              | 1896   | 1963 | Chanteuse et actrice                                                                  | |
| Eva de Vitray-Meyerovitch | 1909   | 1999 | Docteur en islamologie et chercheur                                                   | Transférée en Turquie en décembre 2008 |
| Allaoua Zerrouki          | 1915   | 1968 | Auteur, compositeur et interprète                                                     | |

## Galerie

### Cimetière

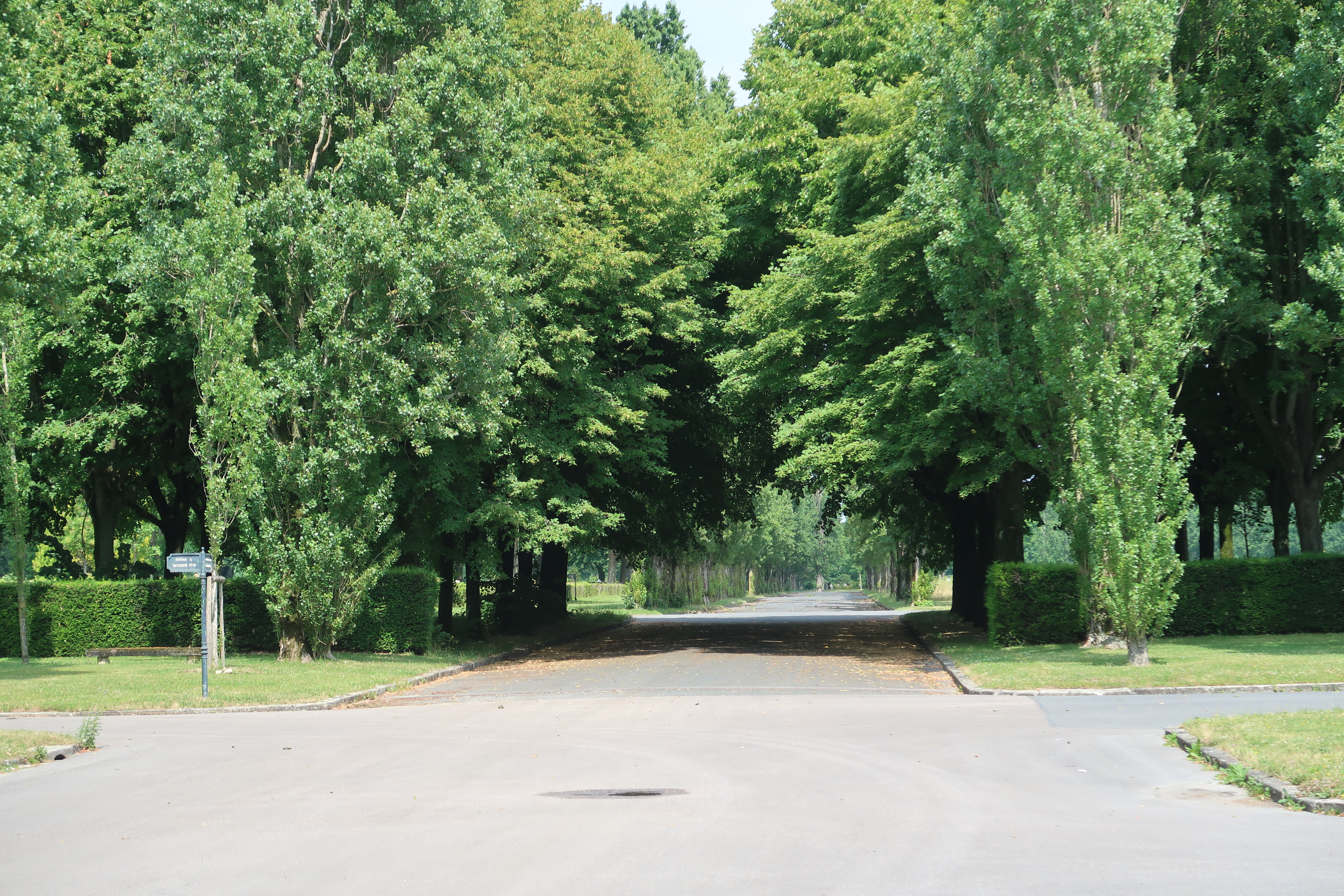
Avenue de l'Ouest : frênes et métaséquoias (au niveau de la division 9).
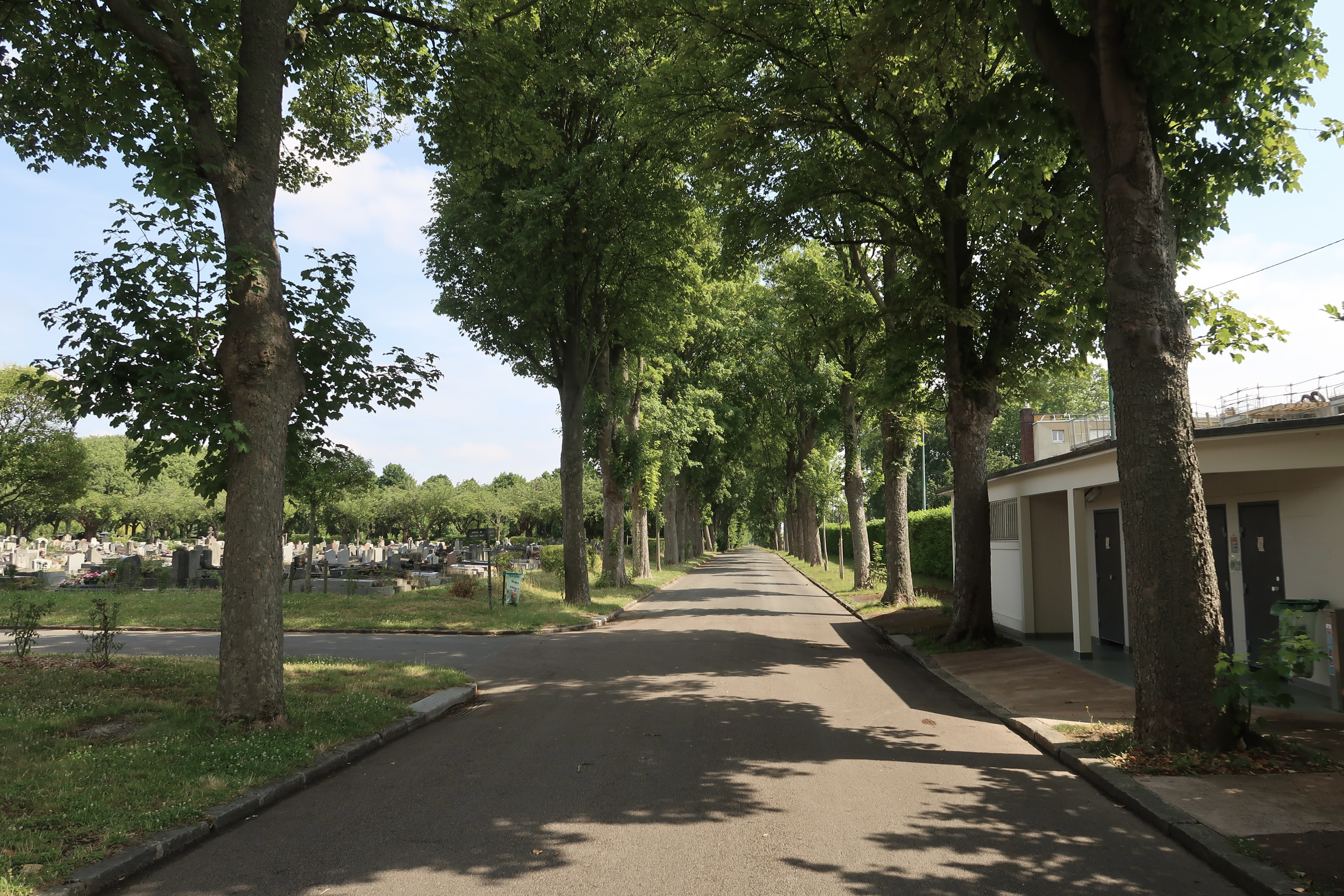
Avenue du Pourtour Ouest : érables et tilleuls (au niveau de la division 19).
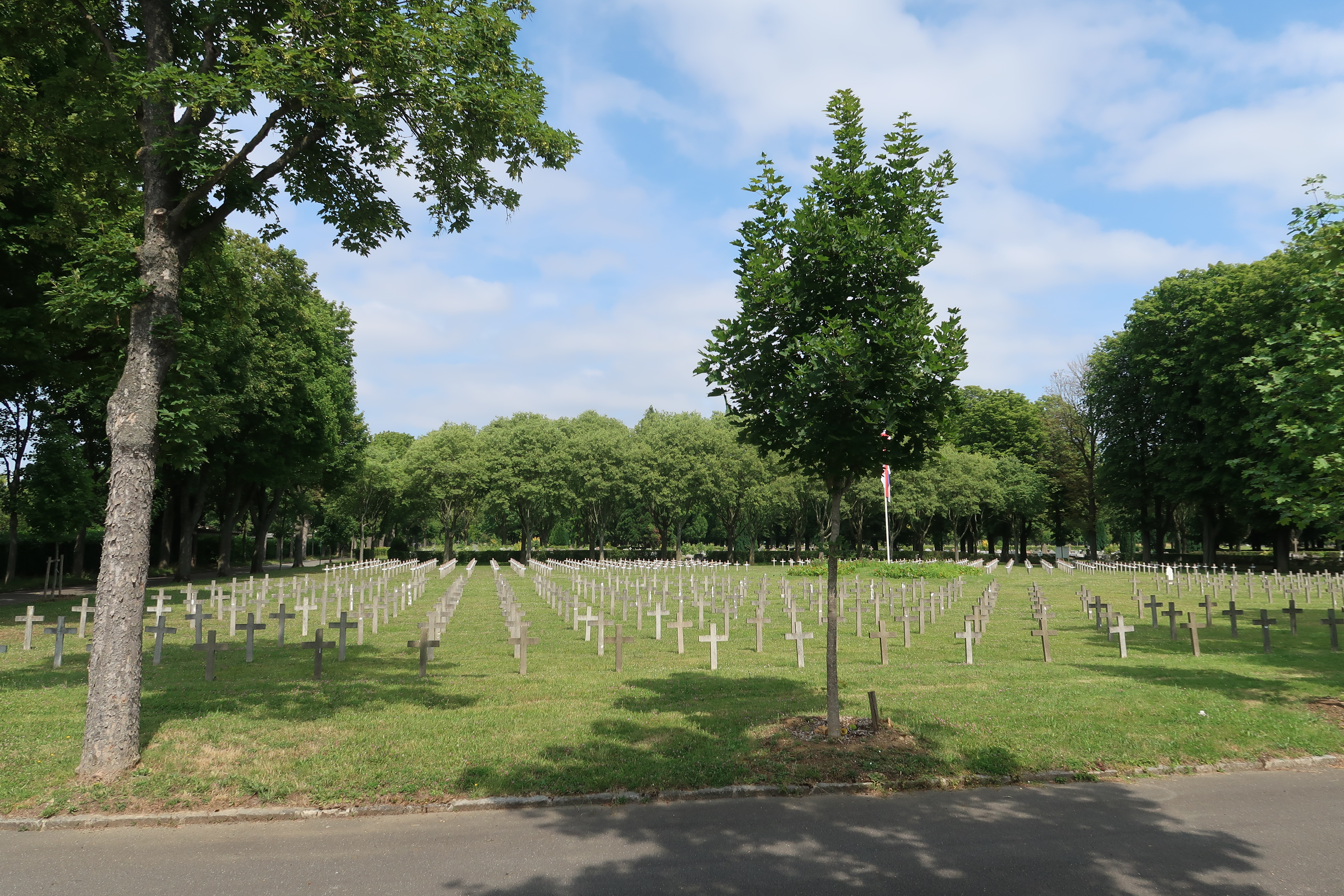
Division 1 : carré militaire serbe de la 1re Guerre mondiale.
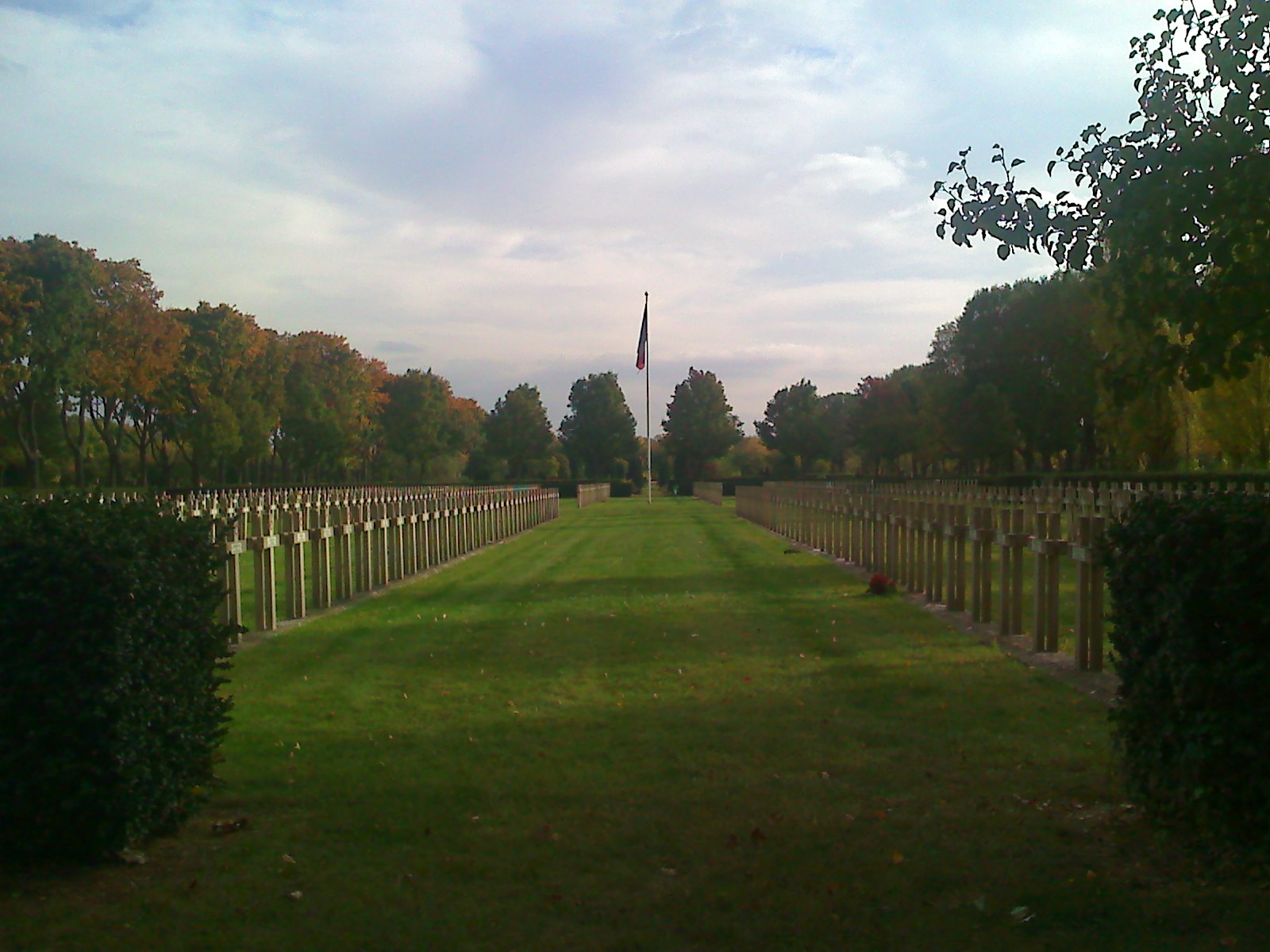
Division 17 : carré militaire français de la 2de Guerre mondiale.
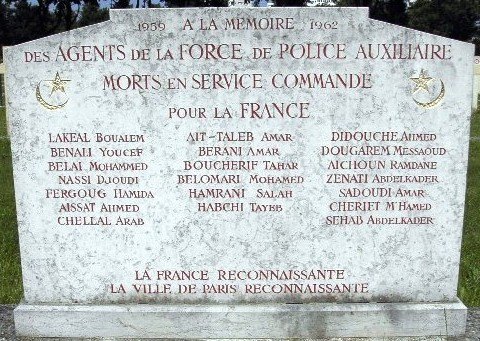
Stèle des 20 membres de la force de police auxiliaire (division 17).

### Tombes de personnalités

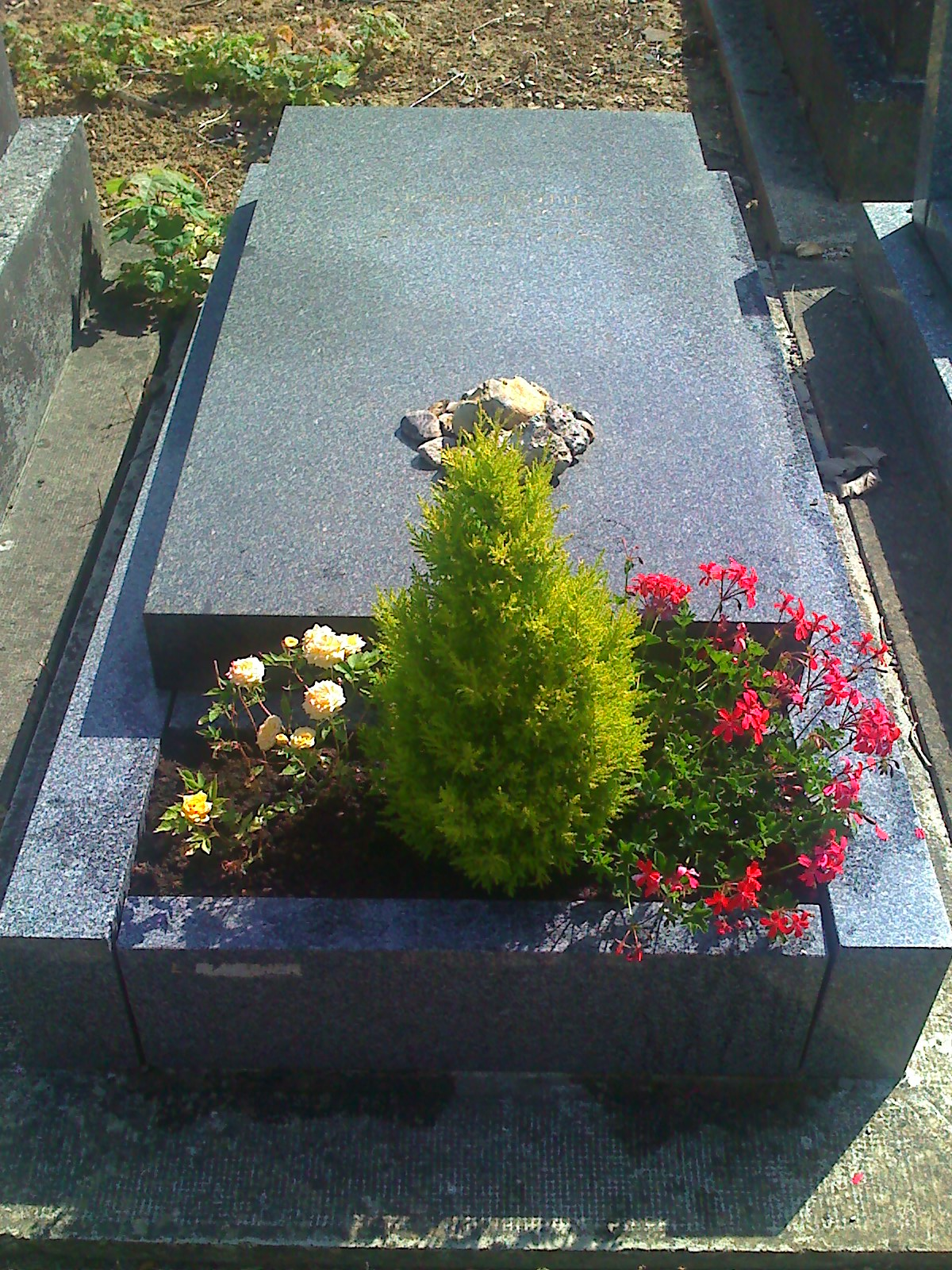
Tombe de l'écrivain Joseph Roth.
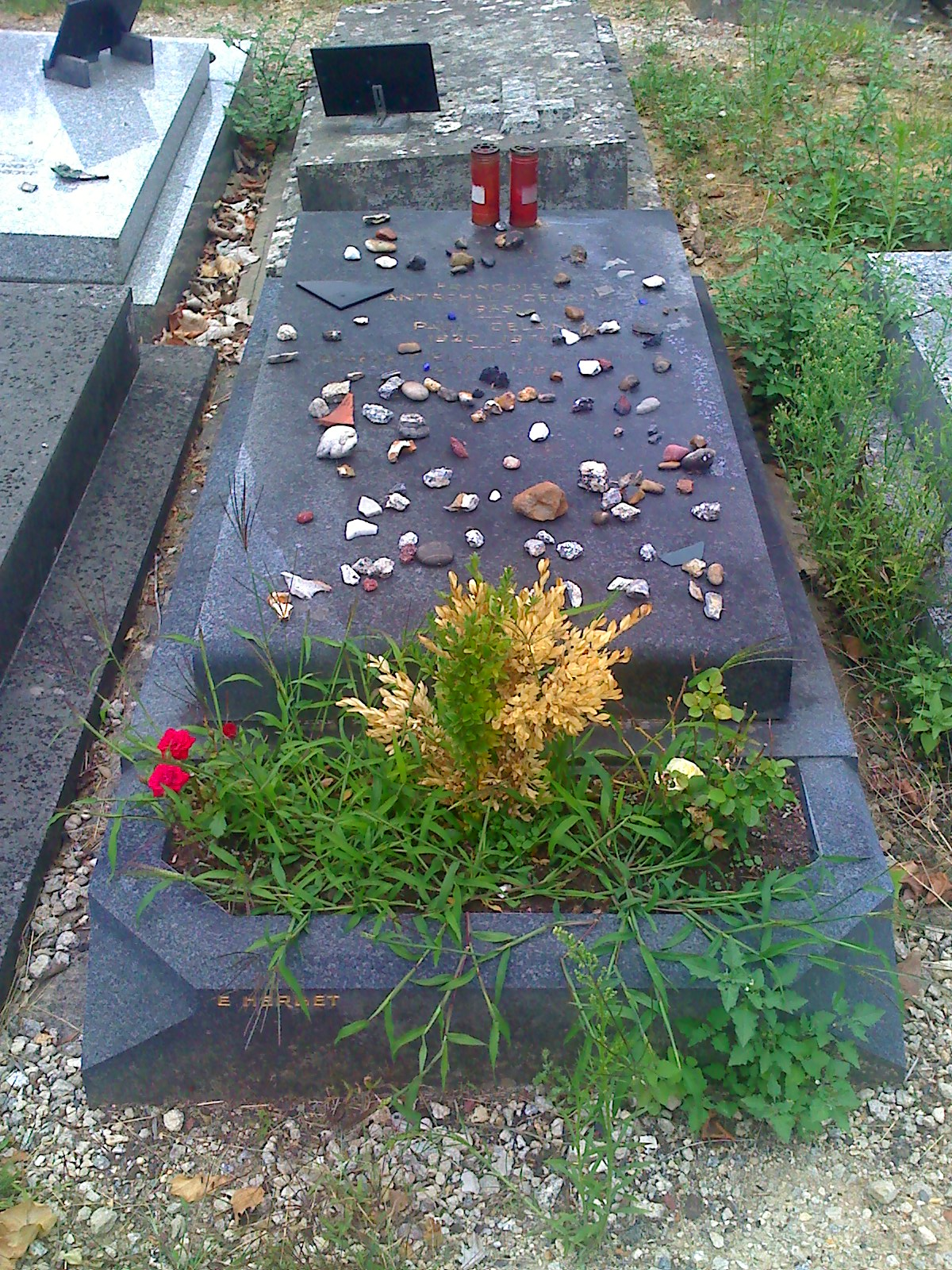
Tombe du poète Paul Celan.
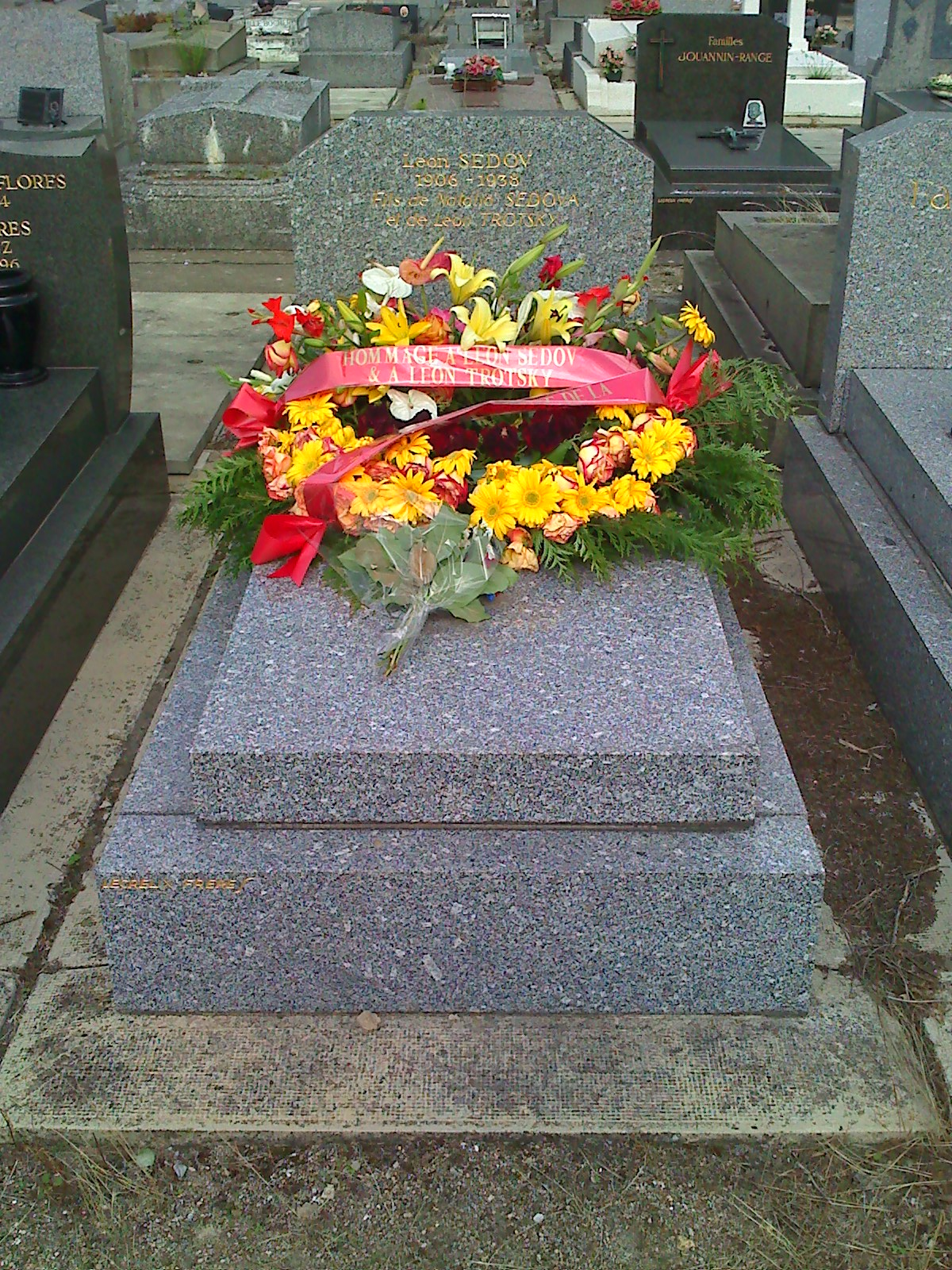
Tombe de Léon Sedov, fils de Léon Trotski.
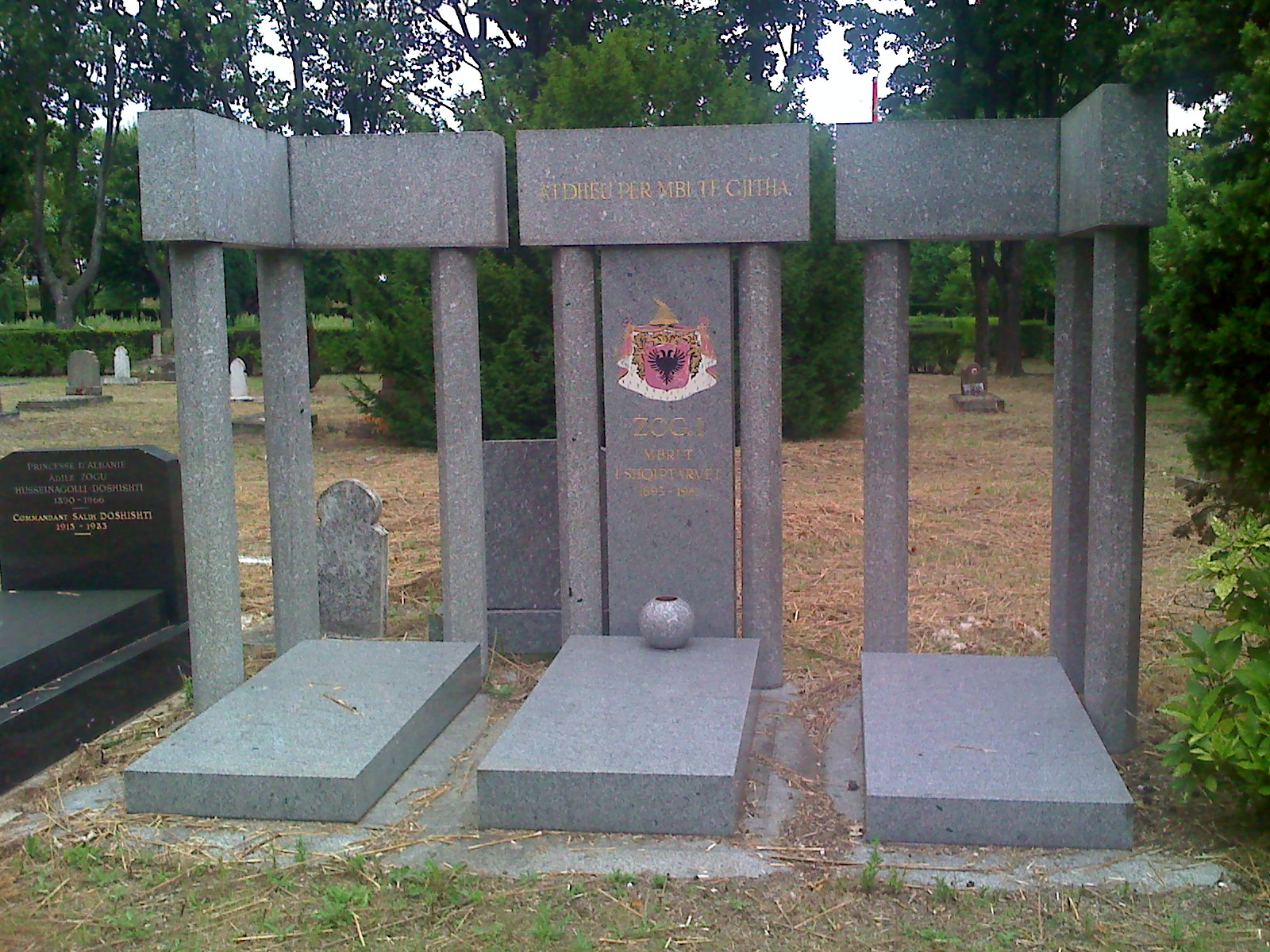
Cénotaphe de Zog Ier, dans la partie musulmane du cimetière.
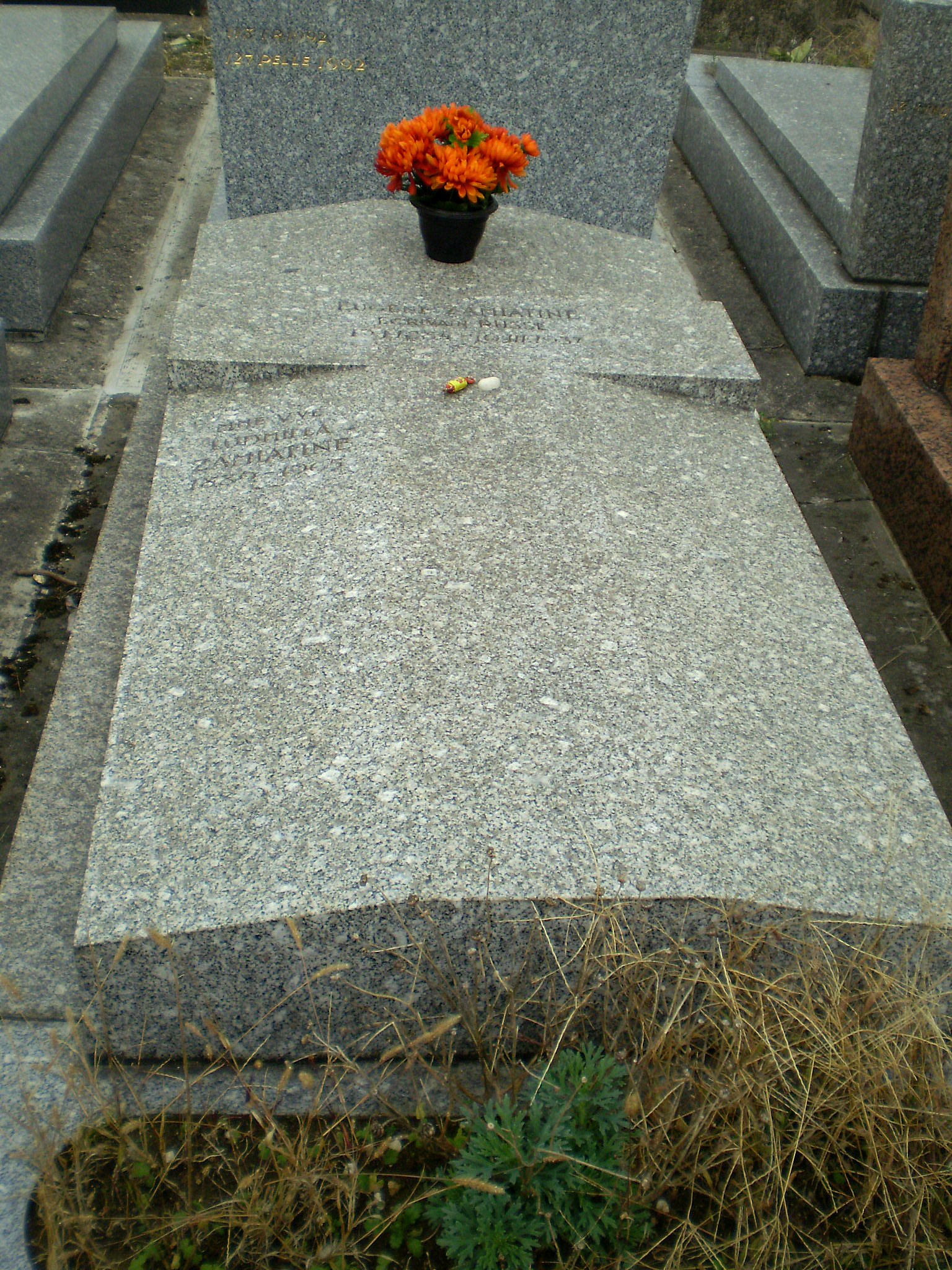
Tombe de l'écrivain Eugène Zamiatine.
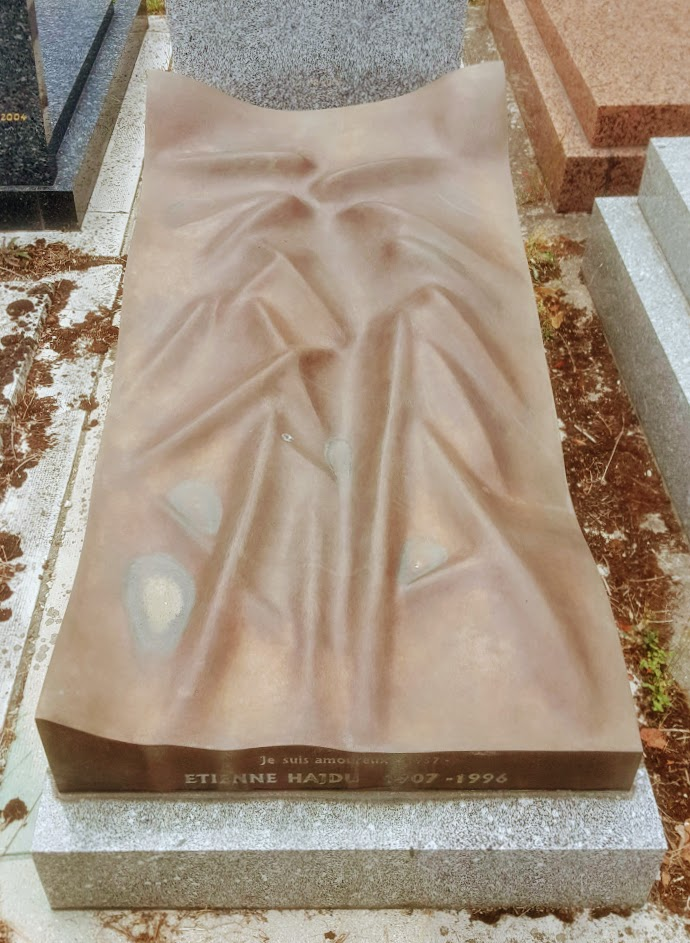
Tombe du sculpteur Étienne Hajdu.
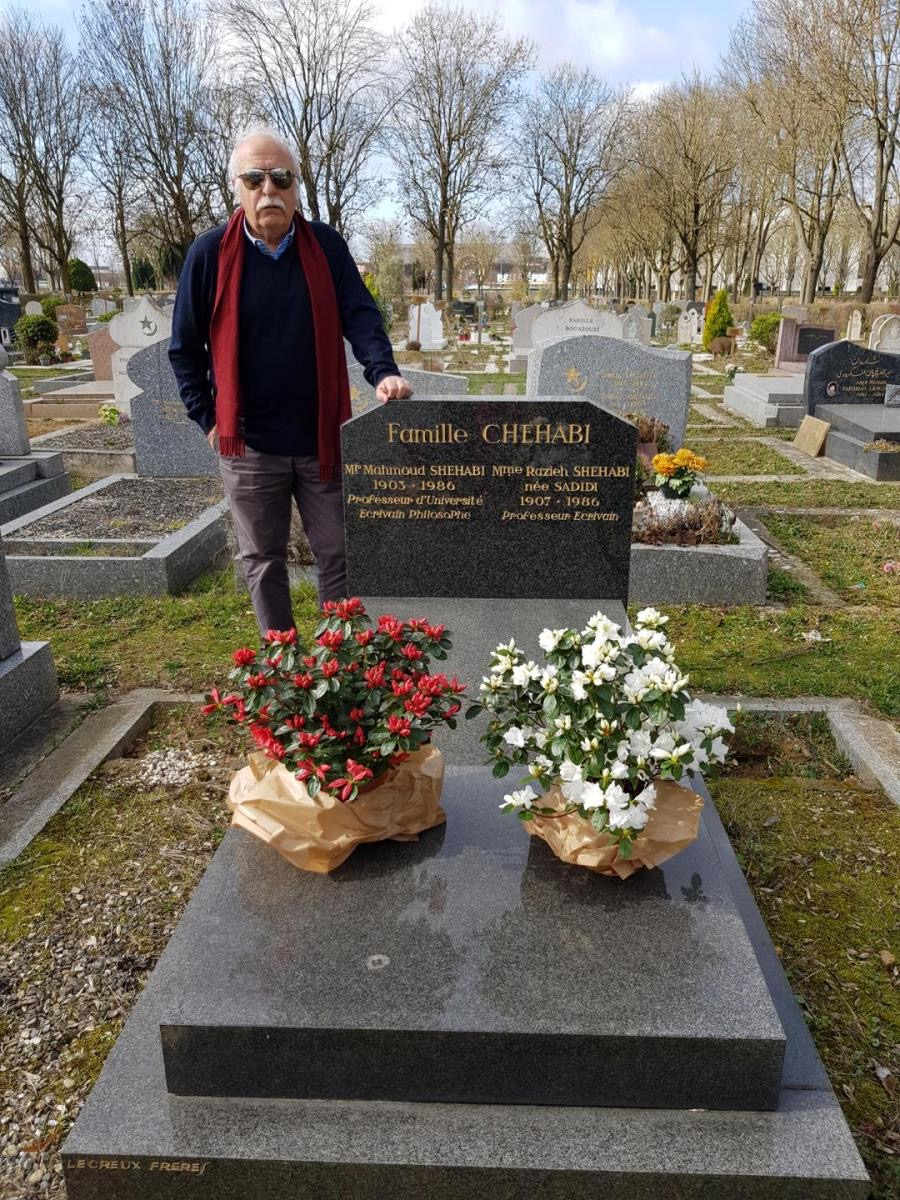
Tombe de l'intellectuel Mahmoud Chehabi.
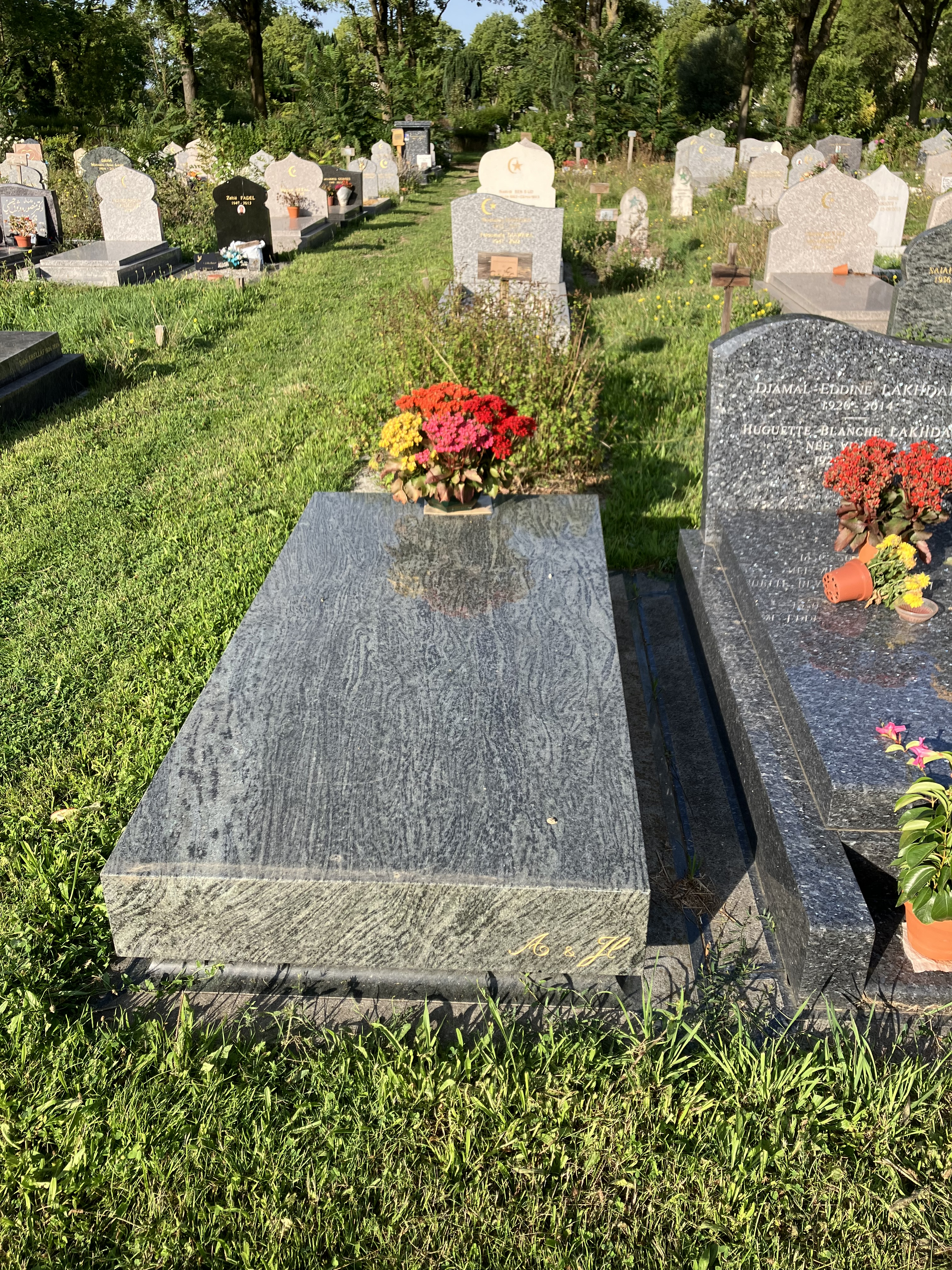
Tombe de l'animateur de télévision Jean-Luc Delarue.
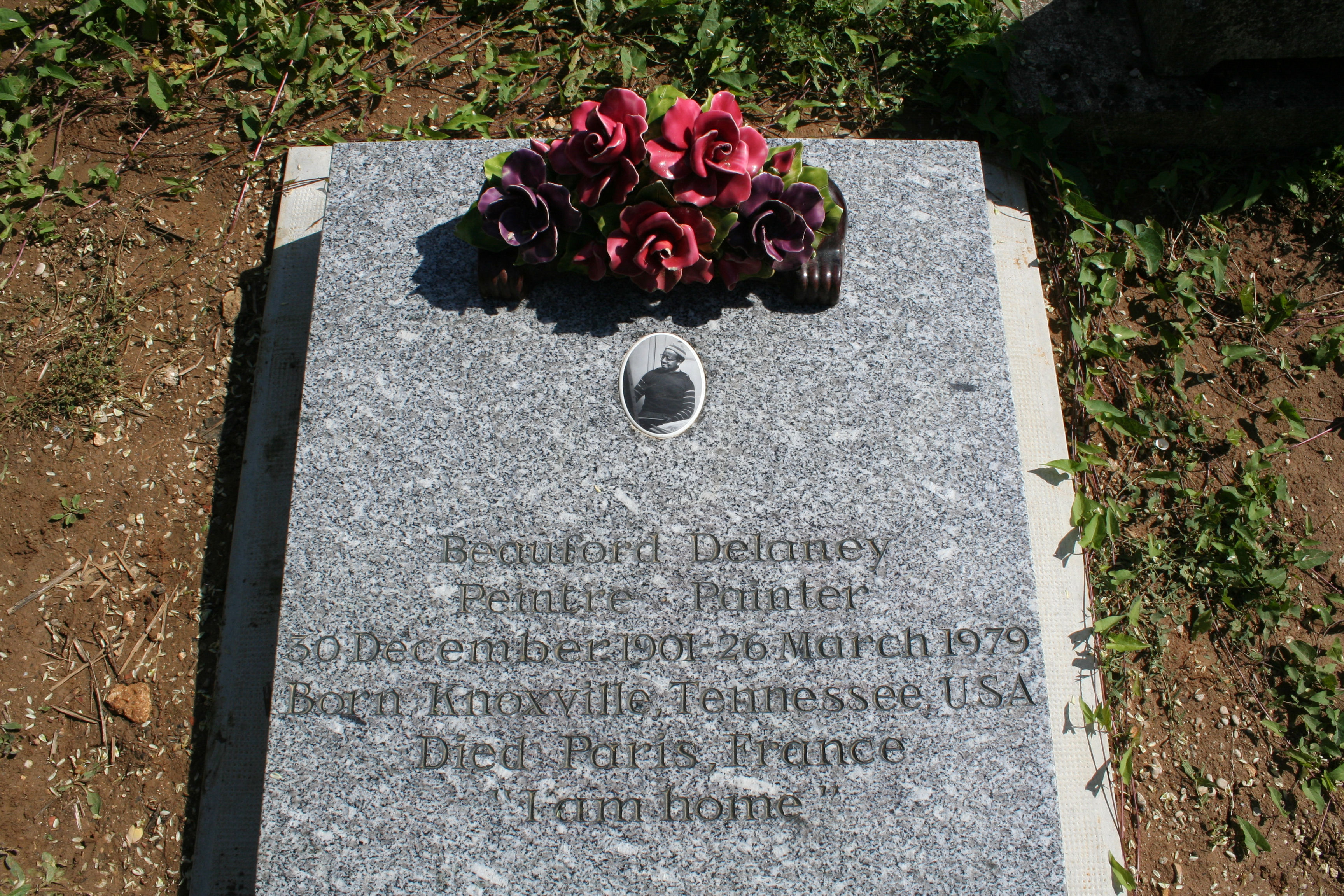
Tombe du peintre Beauford Delaney.

## Au cinéma
Dans une scène du film Le cave se rebiffe (1961) où le « Dabe » (Jean Gabin) demande à Mme Pauline (Françoise Rosay) ce que sont devenus d'anciens malfrats perdus de vue, pour la plupart décédés du fait de leurs méfaits, celle-ci lui répond au sujet de l'un entre eux : « On l'a emmené à Thiais lui aussi, il y a un an... / Règlement de compte ? / Cirrhose du foie »,.